# 大原美術館

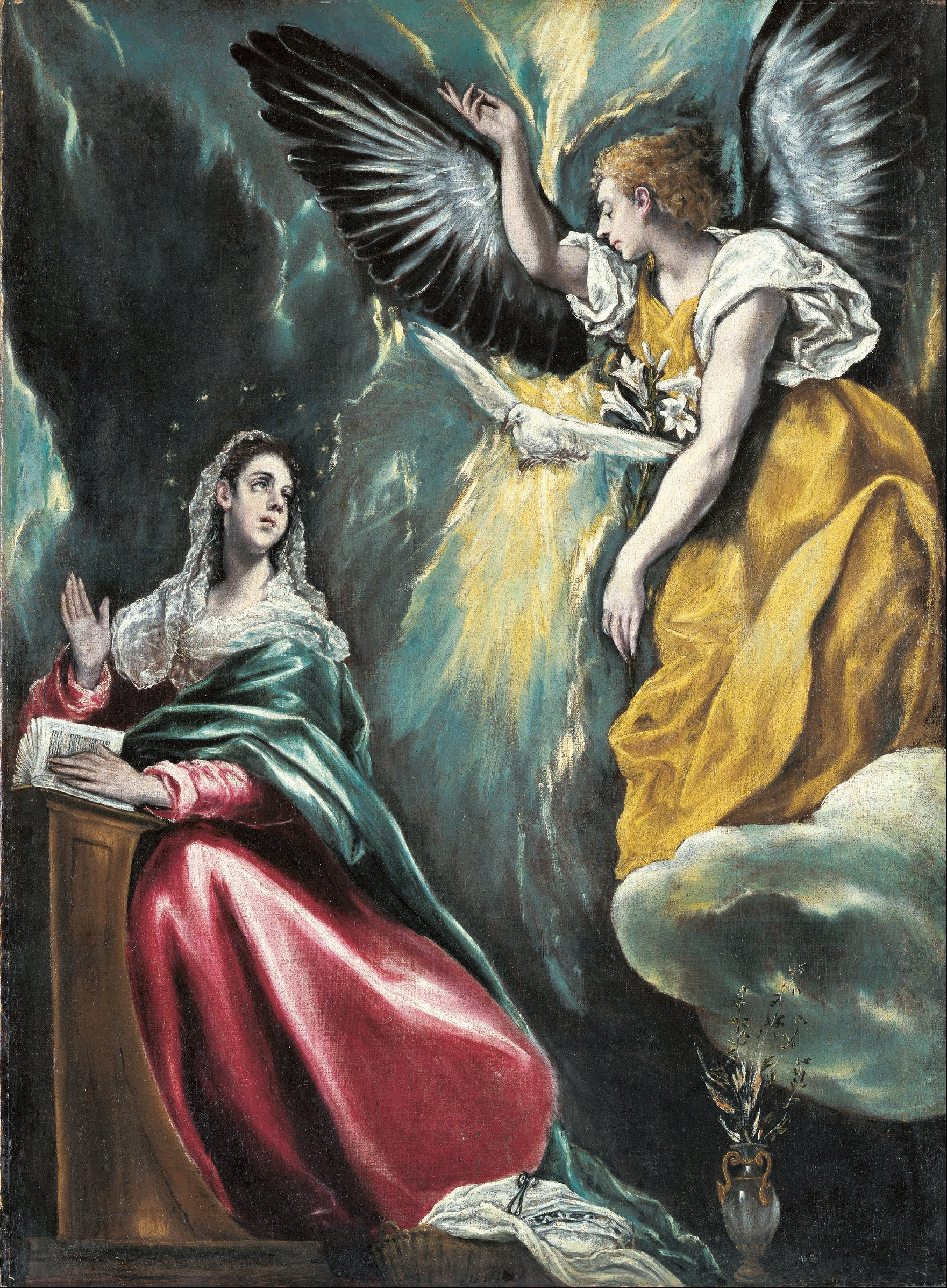
エル・グレコまたはその工房による 『受胎告知』17世紀初頃

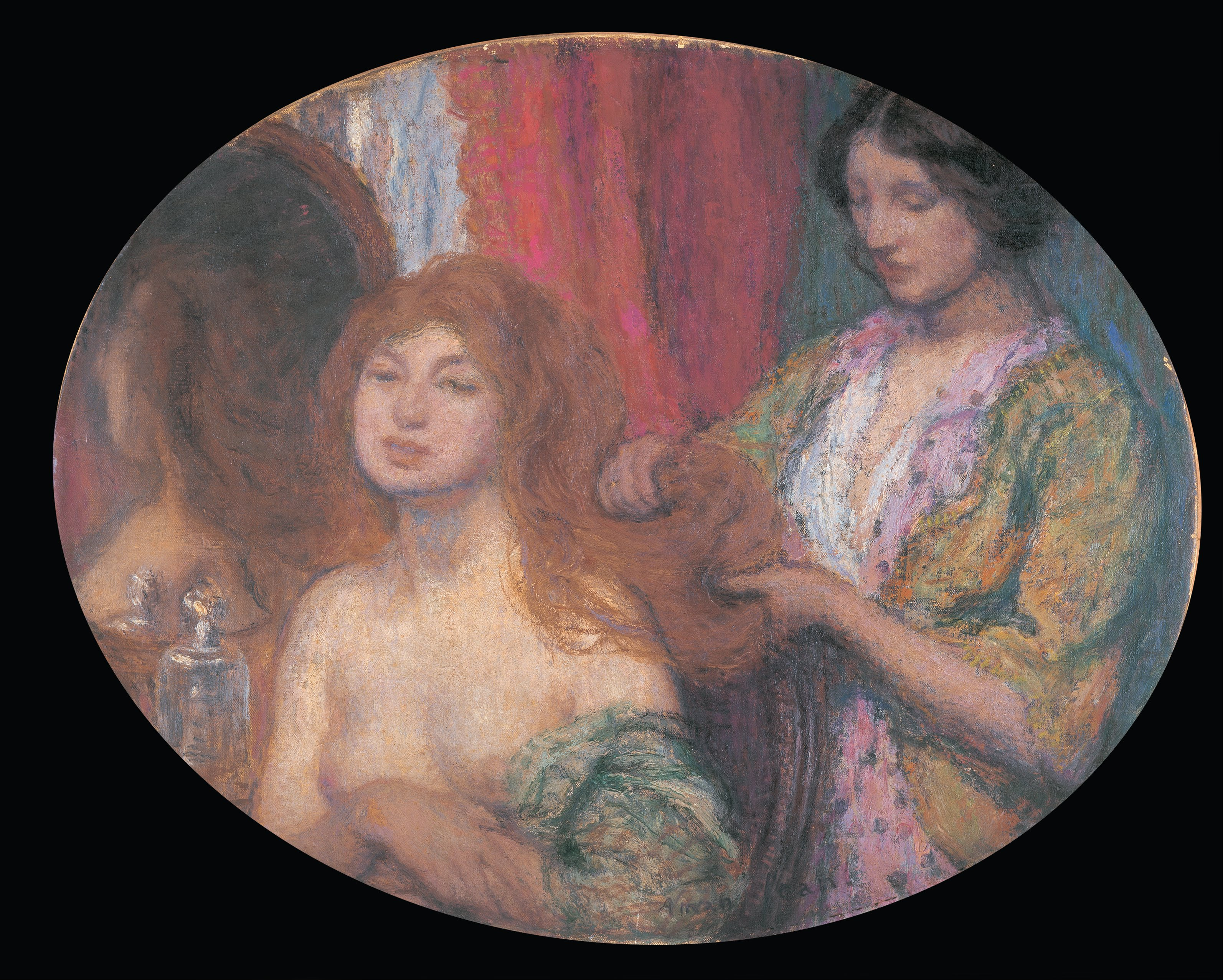
エドモン＝フランソワ・アマン＝ジャン『髪』1912年頃。大原（児島）コレクションの第1号。

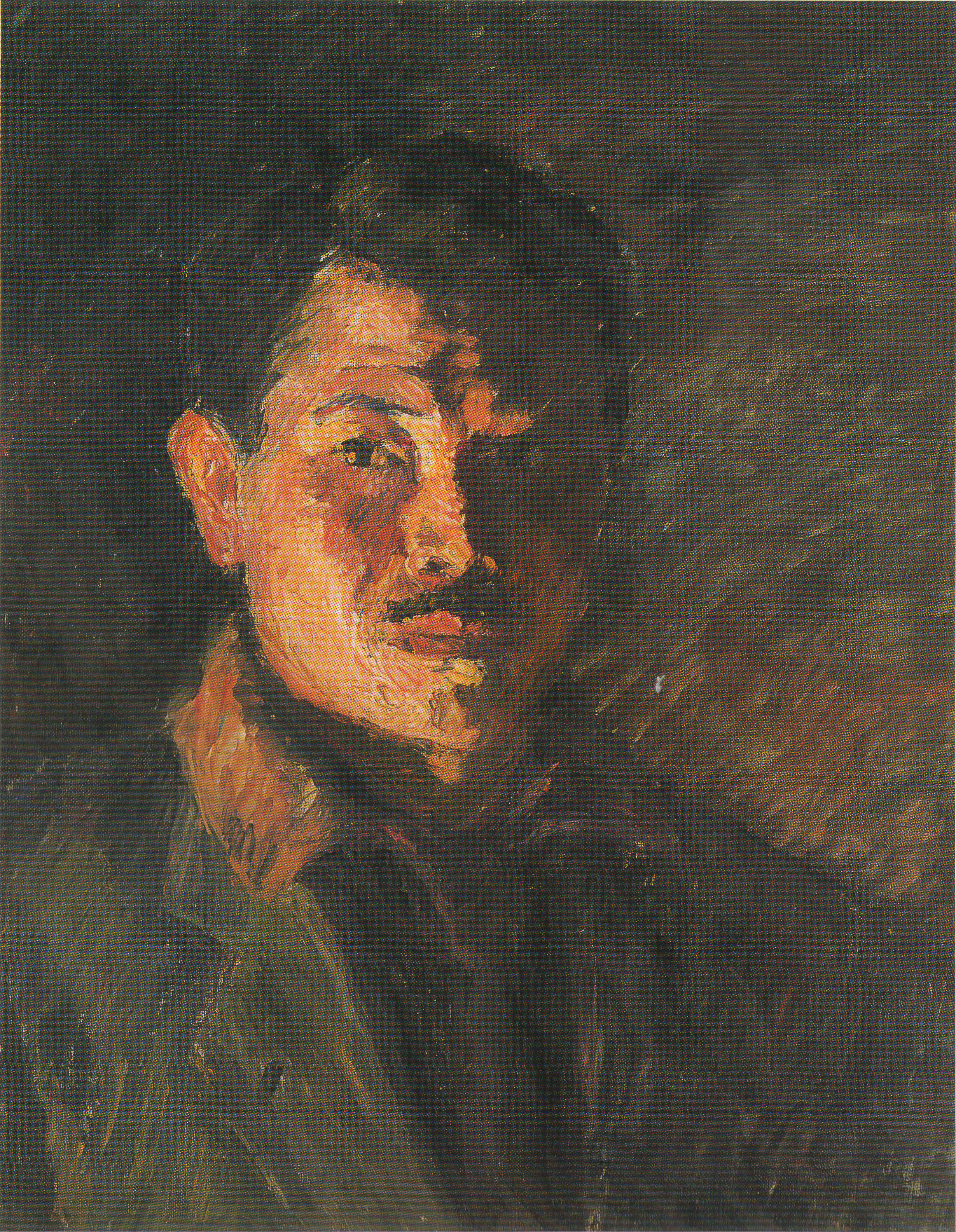
児島虎次郎『自画像』1917年頃（大原美術館蔵）

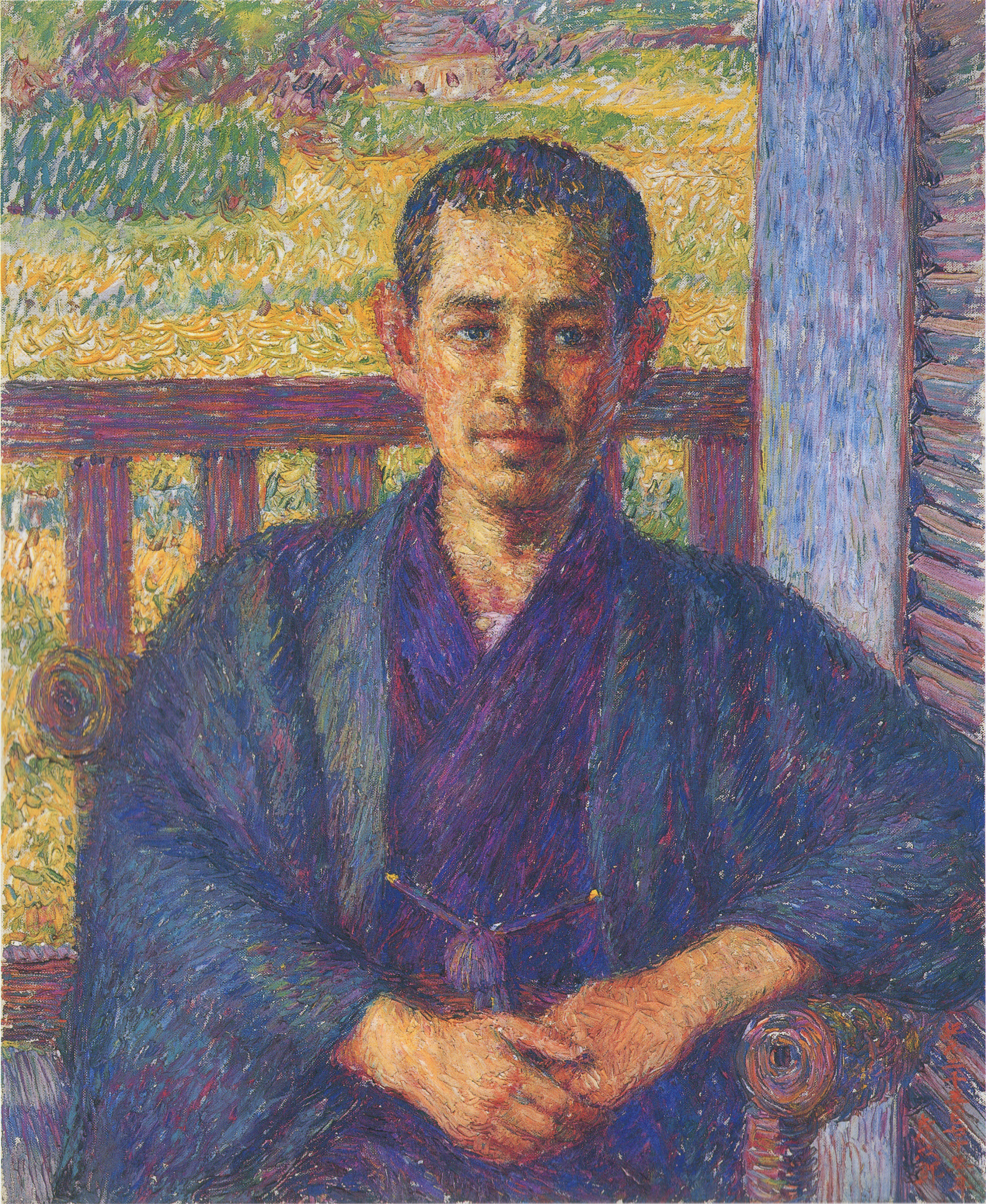
児島虎次郎『大原孫三郎像』1915年（個人蔵、大原美術館寄託）

大原美術館（おおはらびじゅつかん）は、岡山県倉敷市にある美術館で、公益財団法人大原美術館が運営する、日本初の私立西洋美術館である。倉敷美観地区の一角をなす。
2003年には分館が、DOCOMOMO JAPAN選定 日本におけるモダン・ムーブメントの建築に選ばれている。

## 沿革
館長は西洋美術史家の三浦篤。代表理事は大原あかねと高階秀爾、父の大原謙一郎は評議員（全8名、顧問に猪木武徳）。
日本博物館協会会員館。岡山県博物館協議会加盟館。博物館法に基づく岡山県教育委員会登録博物館である。2022年、第3回日本博物館協会賞受賞。

### 創設
大原美術館は、倉敷の実業家大原孫三郎（1880年–1943年）が、自身がパトロンとして援助していた洋画家児島虎次郎（1881年–1929年）に託して収集した西洋美術、古代エジプト美術・中近東美術、中国美術などの作品を展示するため、1930年に開館した。西洋美術、近代美術を展示する美術館としては日本最初のものである。
第二次世界大戦後、日本にも西洋近代美術を主体とした美術館が数多く誕生したが、日本に美術館というもの自体が数えるほどしか存在しなかった昭和初期、一地方都市の倉敷にこのような美術館が開館したのは画期的なことであった。ニューヨーク近代美術館の開館が1929年であったことを考えれば、創設者大原孫三郎の先見性は特筆すべきであろう。しかし、開館当初は一日の来館者ゼロという日もあったほど注目度は低かった。
大原孫三郎は1880年、親の代から紡績業を営む、倉敷の名家に生まれた。日本の児童福祉の先駆者であり、岡山孤児院の創設者である石井十次との出会いが大原の人生を変えたという。プロテスタント信者であった石井の影響で自らもプロテスタントに改宗した大原は、事業で得た富を社会へ還元することの重要性に目覚め、大原社会問題研究所、労働科学研究所、倉敷中央病院などを次々と設立した。大原にとっては美術館の創設も社会貢献の一環という認識だったようだ。

### コレクションの形成
大原は、自分と1歳違いの洋画家・児島虎次郎にことのほか目をかけ、パトロンとして生涯援助していた。児島は1908年から足掛け5年間、大原の援助でヨーロッパへ留学していた。彼はその後もさらに1919年5月–1921年1月と1922年5月–1923年3月の2回に亙って、大原の援助で渡欧している。その主たる目的は画業の研鑚であったが、児島は、ヨーロッパへ行く機会のない、多くの日本の画家たちのために、西洋名画の実物を日本へもたらすことの必要性を大原に説いた。大原は児島の考えに賛同し、何を購入するかについては児島に一任した。こうして児島はヨーロッパで多くの西洋絵画を購入したのである。。
大原（児島）コレクションの最初の作品となったのは、児島と同世代のフランスの画家エドモン＝フランソワ・アマン＝ジャン（1860年 - 1936年）の『髪』という作品であった。これは児島が1度目の滞欧中の1912年、アマン＝ジャン本人から購入した。翌1913年に東京上野の竹之台陳列館で開催された光風会展覧会に出品された。当時、日本国内では西洋絵画の実物に接する機会はほとんどなく、この作品の公開は反響を呼んだ。美術館所蔵品の中核をなす作品の多くは、1920年から1923年の間に児島虎次郎によって、フランスの首都パリにおいて主に収集された。モネ『睡蓮』は晩年のモネ本人から児島が直接購入したものであり、マティス『画家の娘―マティス嬢の肖像』もマティス本人が気に入って長らく手元に置いていた作品を無理に譲ってもらったものだという。大原美術館の代名詞のようになっているエル・グレコ『受胎告知』は、1922年、3回目の渡欧中だった児島が、パリの画廊で売りに出ているものを偶然見出した。児島は「こんな機会は二度とない」と思ったが、非常に高価で手持ちの金もなかったため、この時ばかりは大原に写真を送り購入を相談した。現在ではこの名画が日本にあることは奇蹟だといわれている。その他、トゥールーズ＝ロートレック『マルトX夫人の肖像―ボルドー』、ゴーギャン『かぐわしき大地』などの名品は児島の収集品である。これらの西洋美術の他に、エジプト美術、ペルシャ陶器、中国美術なども児島は収集した。これらの収集品は、美術館開館以前にも何度か公開され、評判を得ていた。
1929年、児島が他界し、これを大いに悲しんだ大原は、児島の功績を記念する意味をもって、その翌年に大原美術館を開館した。
大原美術館には、児島虎次郎以外のルートから入手した作品もある。ルノワール『泉による女』は、大原孫三郎が援助していた画家の一人である満谷国四郎が入手した作品で、ピカソ『鳥籠』、ドラン『イタリアの女』、スーティン『鴨』などは画商・福島繁太郎（1895年–1960年）のコレクションに入っていたものを第二次世界大戦後、大原美術館が入手した。大原孫三郎の嗣子・大原總一郎（1909年–1968年）も文化人として知られ、フォーヴィスム以降の現代絵画、近代日本洋画、民藝美術など、新たな収集品を付け加えた。
なお、第二次世界大戦の末期、一式陸上攻撃機などを製造していた三菱重工業水島航空機製作所（現：三菱自動車工業水島製作所）が何度も爆撃され（水島空襲）、隣県の広島市への原子爆弾投下もあったが、倉敷市中心部は全く爆撃されなかった。これは米軍関係者に、大原美術館のコレクションを知っていた者がいたからといわれることもあるが、ウォーナーリストなどにも載っておらず史料的な裏づけはない。実際には、軍事目標たる戦闘機の製造工場から破壊するのは当然であり、倉敷市街への爆撃に向けて目標情報票も作成されていた。さらに、現在では米軍が日本の文化財に配慮して爆撃を控えたとする説自体が疑問視されている。
1947年12月10日には、昭和天皇が戦後巡幸を行う中で、大原美術館への行幸があった。館内では主に印象派西洋画を鑑賞した。

### 歴代館長
- 初代：武内潔真（1888 - 1981）、1930年 -
- 2代：藤田慎一郎（1920 - 2011）、1964年4月 - 1998年3月
- 3代：小倉忠夫、1998年4月 - 2002年3月
- 4代：高階秀爾、2002年4月 - 2023年6月
- 5代：三浦篤、2023年7月[17]より

### 盗難

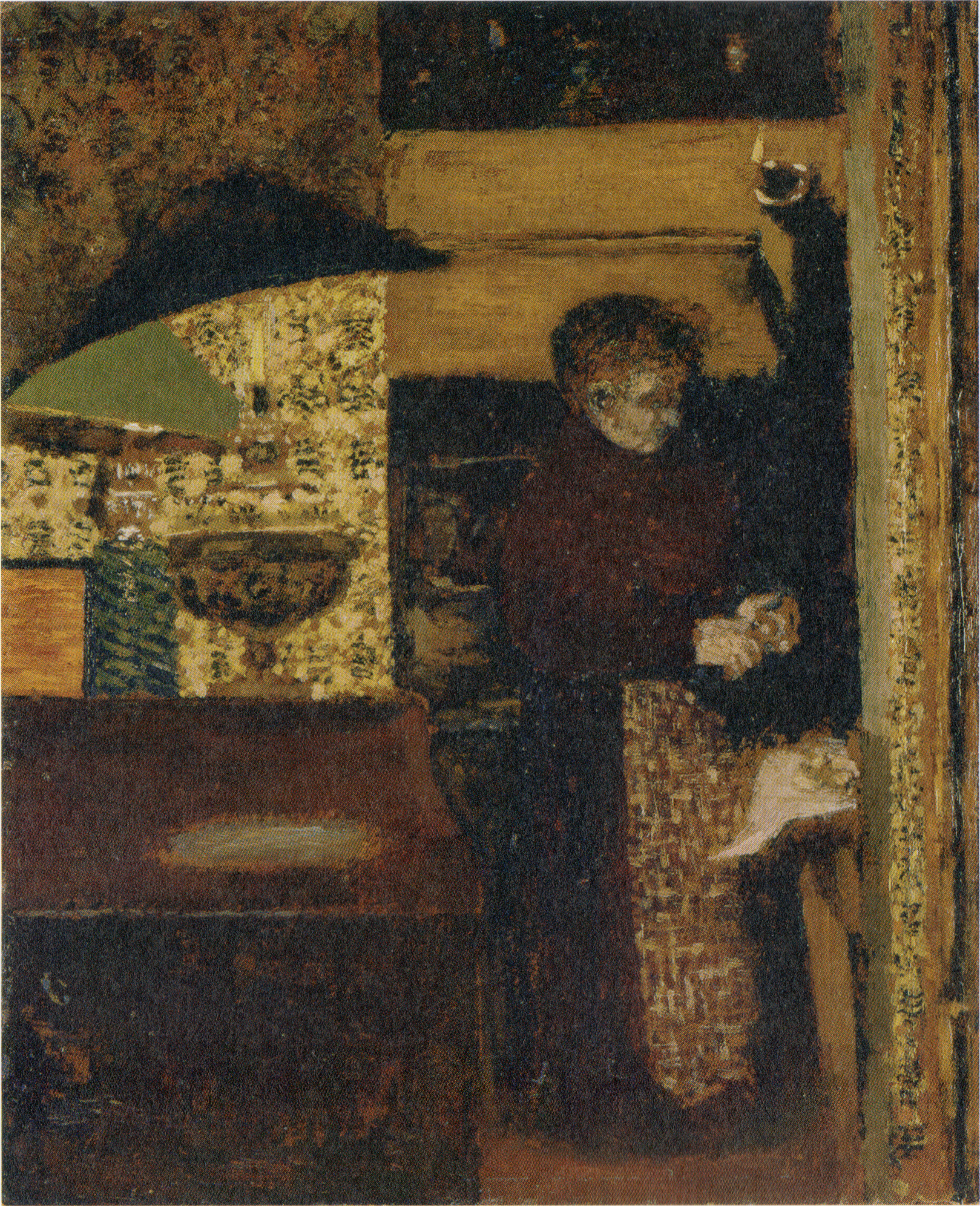
ヴュイヤール『薯をむくヴュイヤール夫人』1893年頃

- 1963年にコローの絵画『ナポリの風景』がすり替えられ盗難に遭う事件が発生。現在も行方不明。
- 1970年に本館に展示されていたルオー『道化師』、ゴッホ『アルビーユへの道』（贋作の疑いがあり現在は公開されていない[18]。）、モロー『雅歌』、ギヨマン『自画像』、ヴュイヤール『薯をむくヴュイヤール夫人』の絵画5点が盗難される事件が発生。被害総額は1億8000万円とされ、倉敷警察署に捜査本部が置かれたほか、警察庁は海外流出の恐れがあるとして国際刑事警察機構を通じて手配を行った[19]。
  - この犯人グループは1972年2月6日までに逮捕され、盗まれた5点は美術館に戻された[20][21]が、事件発生後は、本館一階側面にある窓全ては塞がれ、警備体制が強化されている。

### 展示館

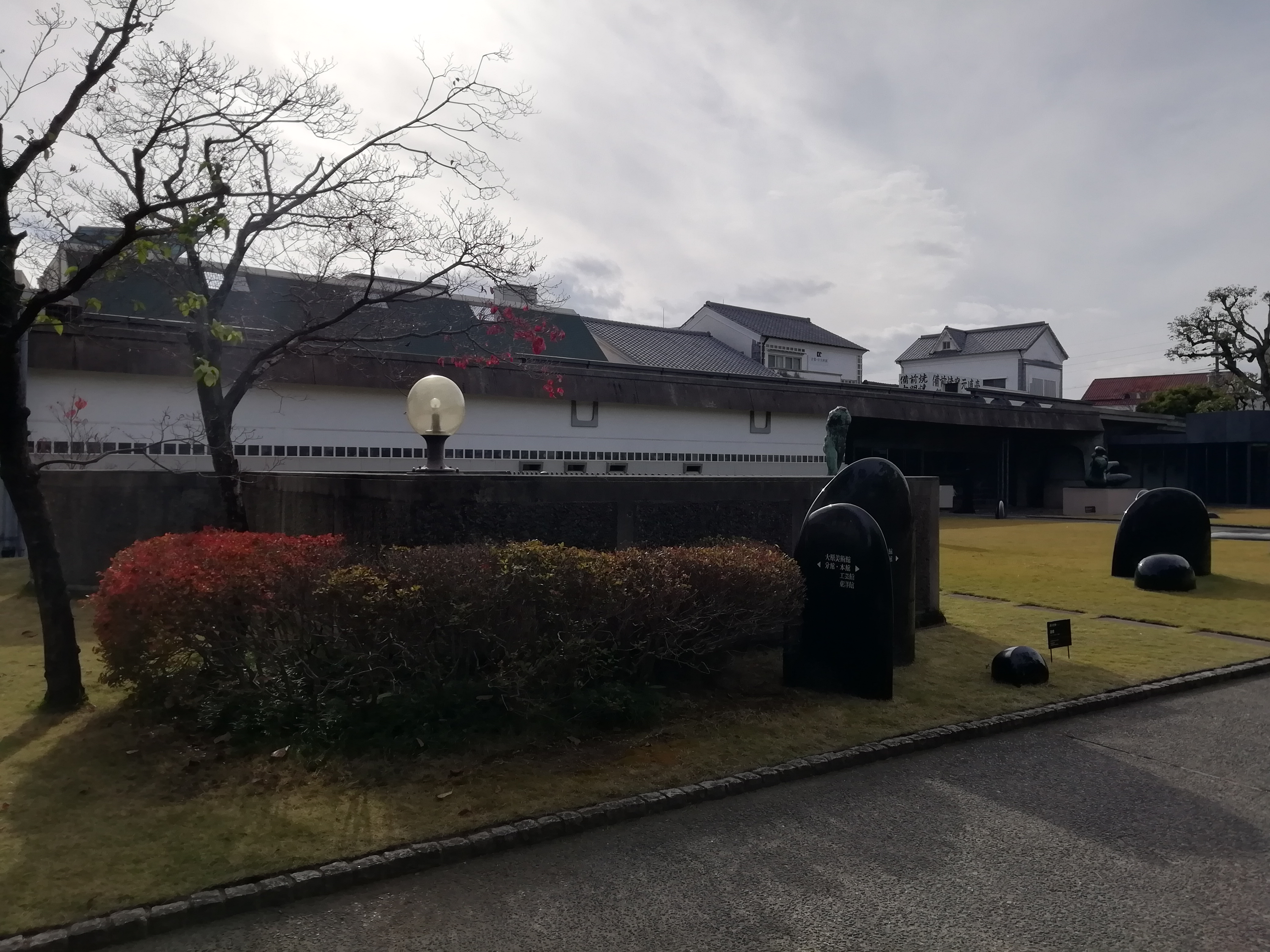
分館

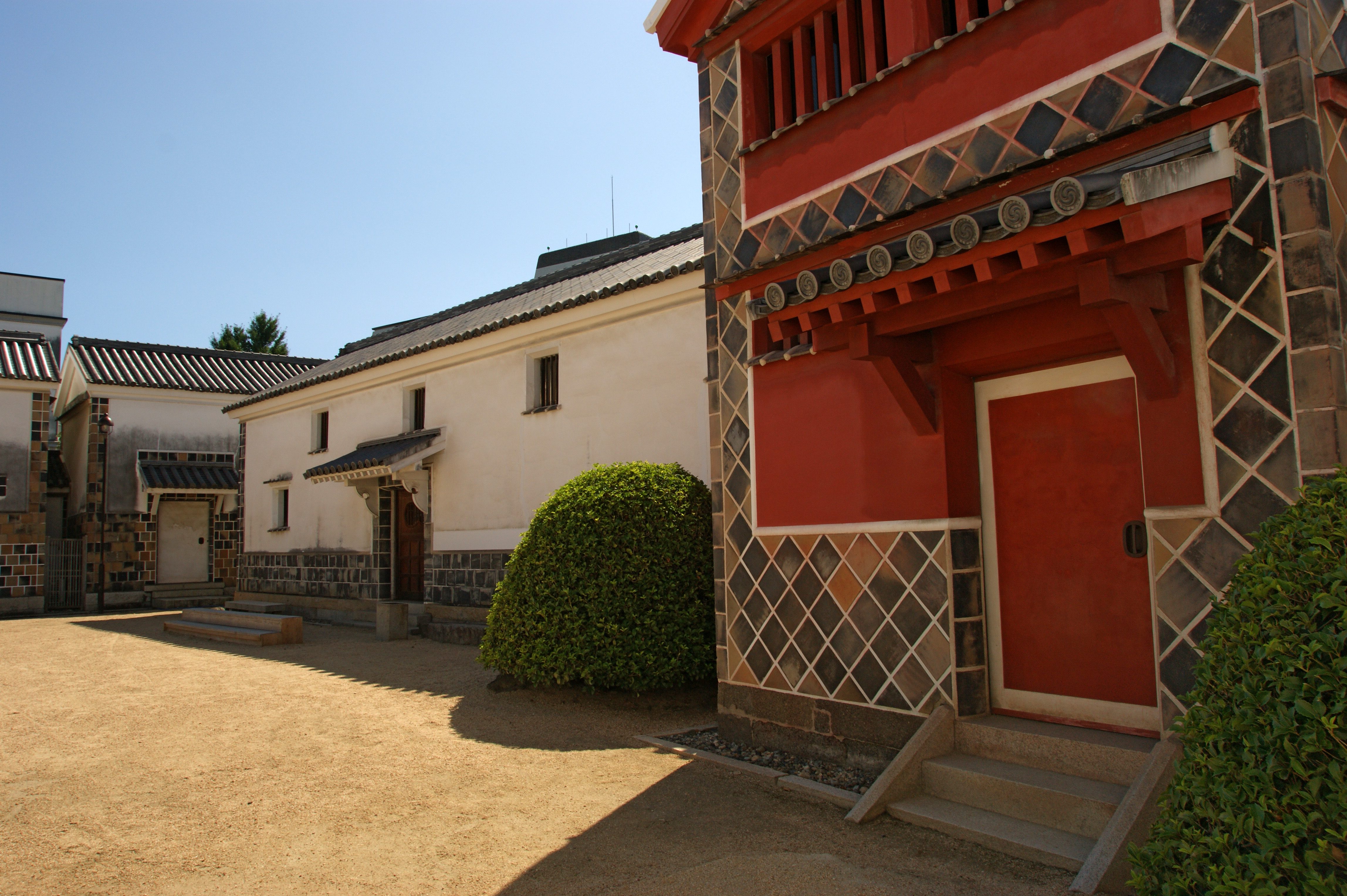
工芸館

薬師寺主計の設計による、イオニア式柱を有する古典様式の本館の他に、1961年に藤島武二、青木繁、岸田劉生、小出楢重など近代日本の洋画家作品や、現代美術の作品を展示する分館、同年に河井寛次郎、バーナード・リーチ、濱田庄司、富本憲吉の作品を展示する陶器館が開館。
1963年には棟方志功および芹沢銈介の作品を展示する板画館と染色館が開館した。現在は、陶器、板画、染色の展示室は「工芸館」と総称している。1970年には東洋館が開館、1972年には館から離れた倉敷アイビースクエアに児島虎次郎記念館が開館した。
2021年11月5日には、おもちゃ王国（岡山県玉野市）に、美術品をモチーフにしたデジタル映像やパズルなどで遊べるサテライトパビリオン「大原こども美術館」が開設された。
上記展示館のうち「児島虎次郎記念館」は、2017年12月27日に閉館。後継施設として、旧中国銀行倉敷本町出張所（国の登録有形文化財）の建物内に「新児島館」を新設する構想である（詳細は#新館構想）。

### 記念コンサート
- 1960年、創立30周年を記念して大原総一郎は記念コンサートを企画、当時新進作曲家だった黛敏郎、矢代秋雄の両名にチェロ、ピアノ用の新曲を依頼[25]。「プロムジカ弦楽四重奏団」で演奏が行われ、岩淵龍太郎、松下修也、堀伝、江戸純子が、本館メーンギャラリーでベートーベン『弦楽四重奏曲七番』などを演奏した[25]。あわせて黛敏郎がこの日のために作曲した無伴奏チェロのための『文楽』の初演も松下修也によって行われた[25]。これが大原美術館での初コンサートであった。
- 2000年10月7日、創立70周年を記念して大原謙一郎は40年前と同じとする｢思い出音楽会｣を企画した（曲も奏者も40年前と同じ）[26]。本館2階で、1960年と同じメンバー・同じ曲が演奏された。また開館当時のメーンギャラリーの再現や、大原美術館を素材に日本の美術館の将来と役割を探るシンポジウムも開催された。

## 主な収蔵品

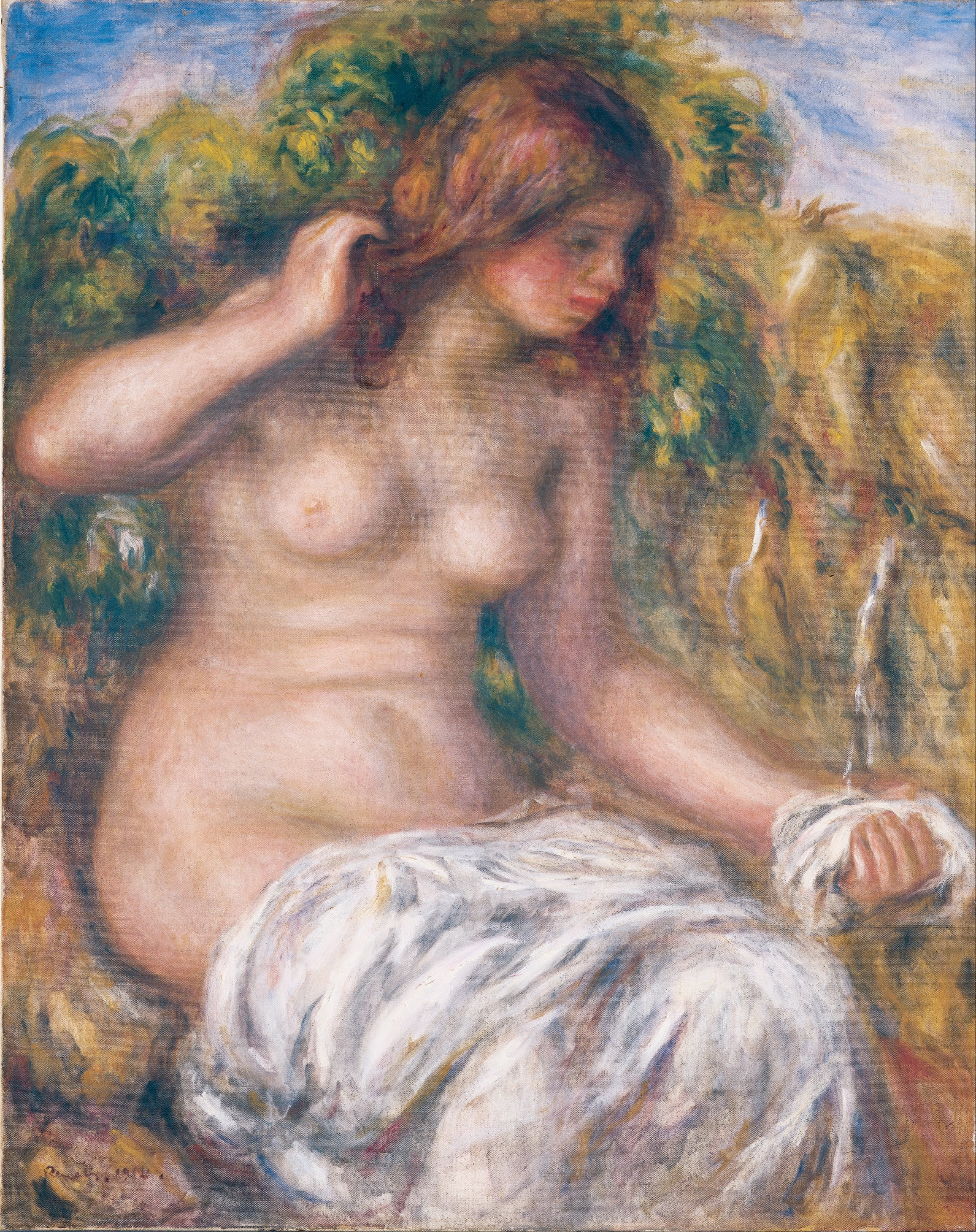
ルノワール『泉による女』1914年

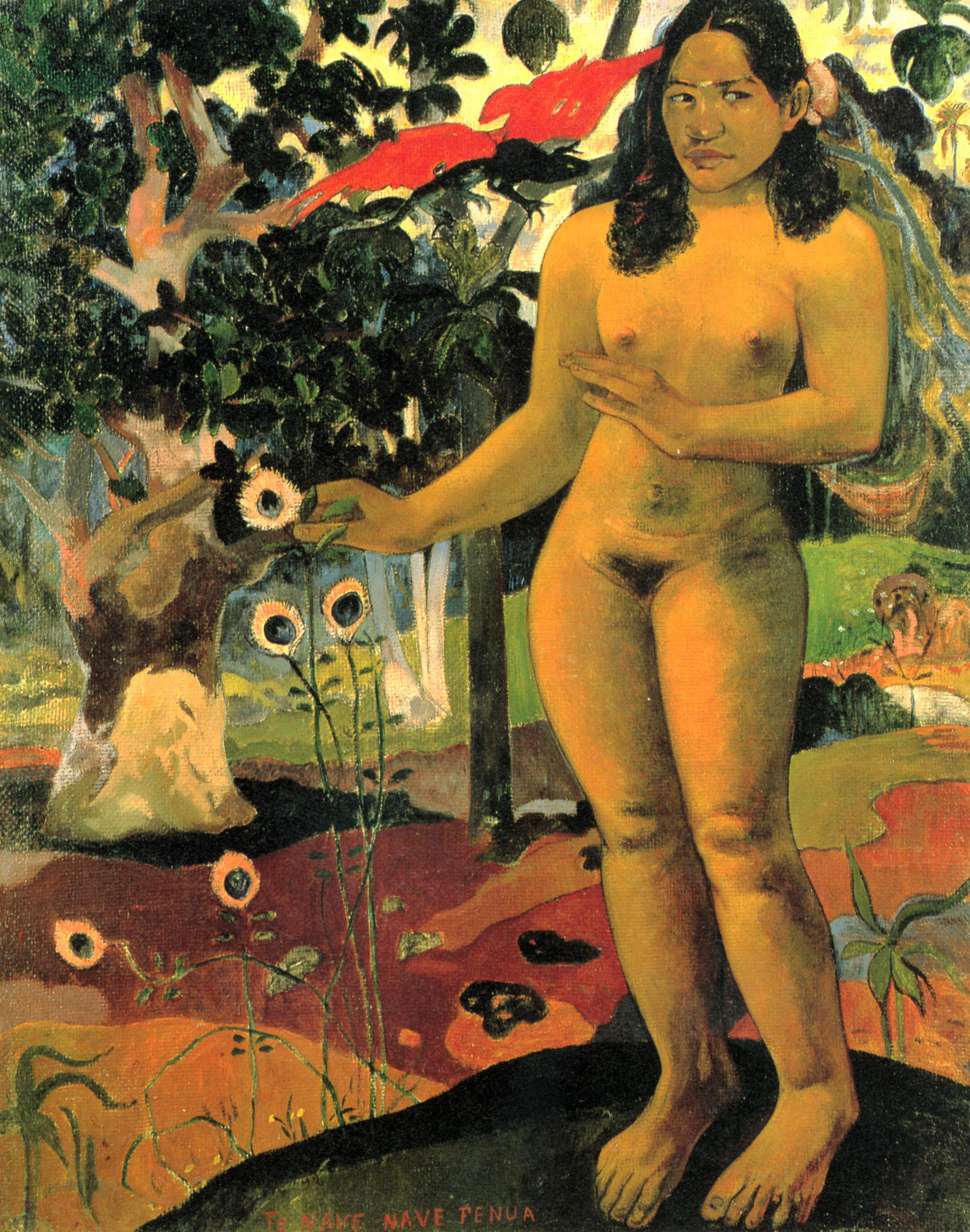
ゴーギャン『かぐわしき大地』1892年

- エル・グレコまたはその工房『受胎告知』（1599年–1603年頃）
- シャヴァンヌ『幻想』（1866年）
- クールベ『秋の海』（1867年）
- カミーユ・ピサロ『りんご採り』（1886年）
- モロー『雅歌』（1893年）
- ドガ『赤い衣裳をつけた三人の踊り子』（1896年）
- モネ『睡蓮』（1906年頃）
- ルノワール『泉による女』（1914年）
- ゴーギャン『かぐわしき大地（テ・ナヴェ・ナヴェ・フェヌア）』（1892年）
- セガンティーニ『アルプスの真昼』（1892年）
- トゥールーズ＝ロートレック『マルトX夫人の像』（1900年）
- ボナール『欄干の猫』（1909年）
- マティス『画家の娘』（1918年）
- ルオー『道化師』（1926–1929年）
- ユトリロ『パリ郊外』（1910年）
- モディリアーニ『ジャンヌ・エビュテルヌの肖像』（1918年）
- デ・キリコ『ヘクトールとアンドロマケーの別れ』（1918年）
- ピカソ『頭蓋骨のある静物』（1942年）
- ポロック『カットアウト』（1949年）
- ジャスパー・ジョーンズ『灰色の国旗』（1957年）
- ロダン『歩く人』（1877年）
- 関根正二『信仰の悲しみ』（1918年、重文）
- 小出楢重『Nの家族』（1919年、重文）
- 中村彝『頭蓋骨を持てる自画像』（1923年）
- 前田寛治『二人の労働者』（1923年）
- 佐伯祐三『広告 “ヴェルダン”』（1927年）
- 熊谷守一『陽の死んだ日』（1928年）
- 藤島武二『耕到天（たがやしててんにいたる）』（1938年）
- 梅原龍三郎『紫禁城』（1940年）
- 安井曾太郎『画室にて』（1951年）
- 棟方志功『華狩頌版画柵』（1954年）
- 菅井汲『ナショナル・ルート』（1965年）
- 横尾忠則『ロンドンの4日間』（1982年）
- 「木彫彩色女神坐像」（エジプト・プトレマイオス朝）
- 「一光三尊仏像」（中国・北魏、重文）

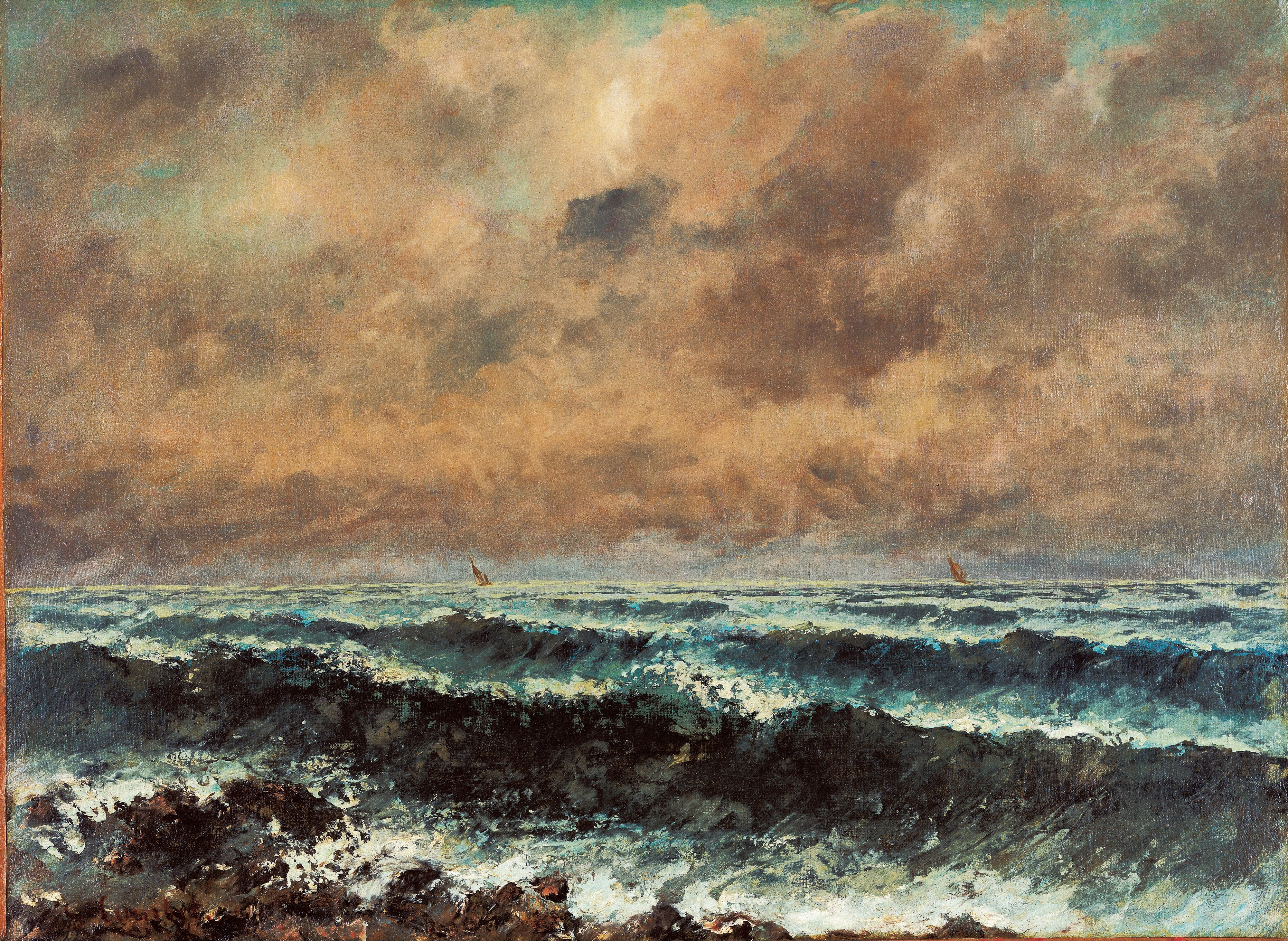
クールベ『秋の海』1867年
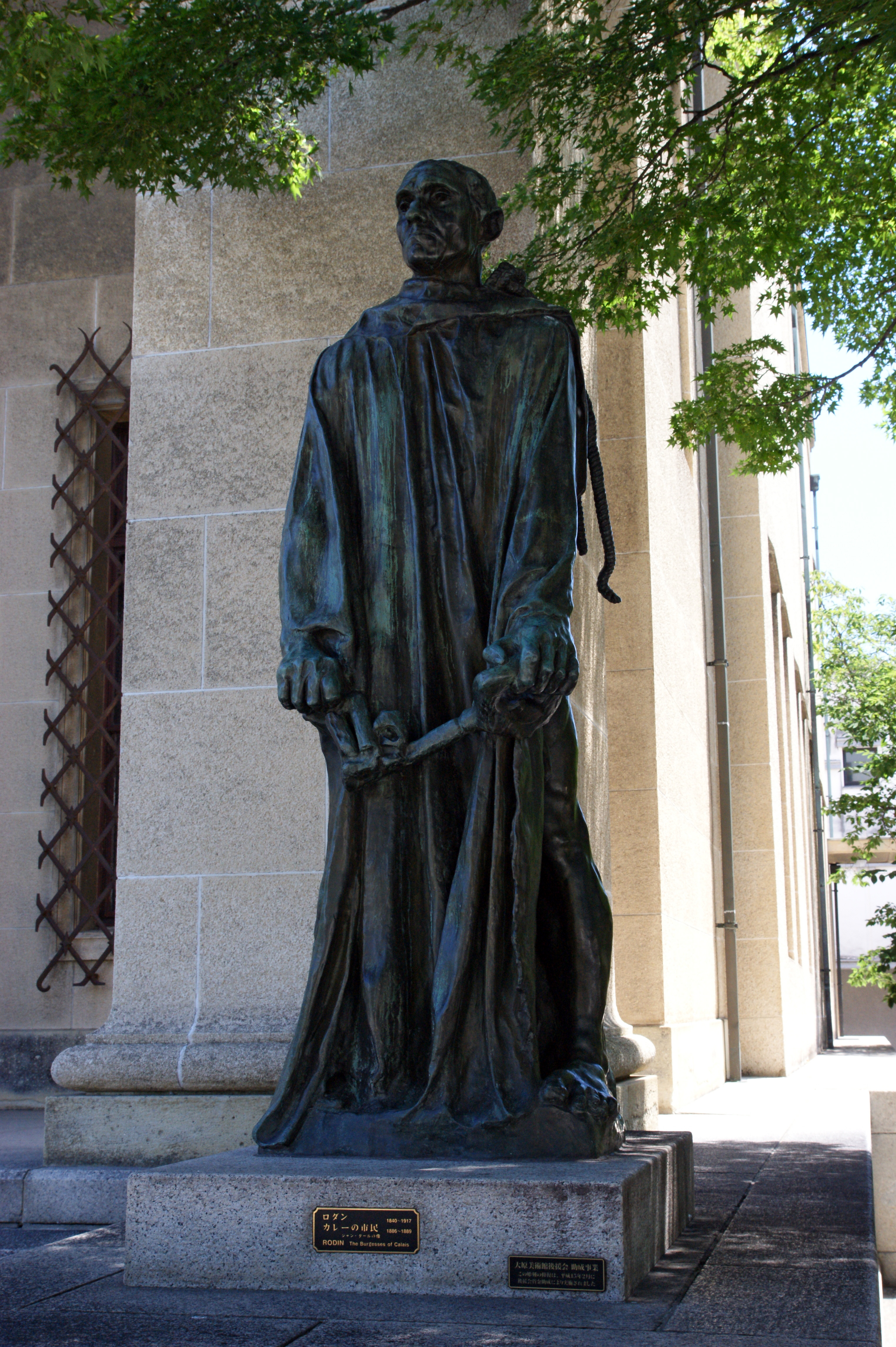
ロダン『カレーの市民 ジャン・ダール』1890年
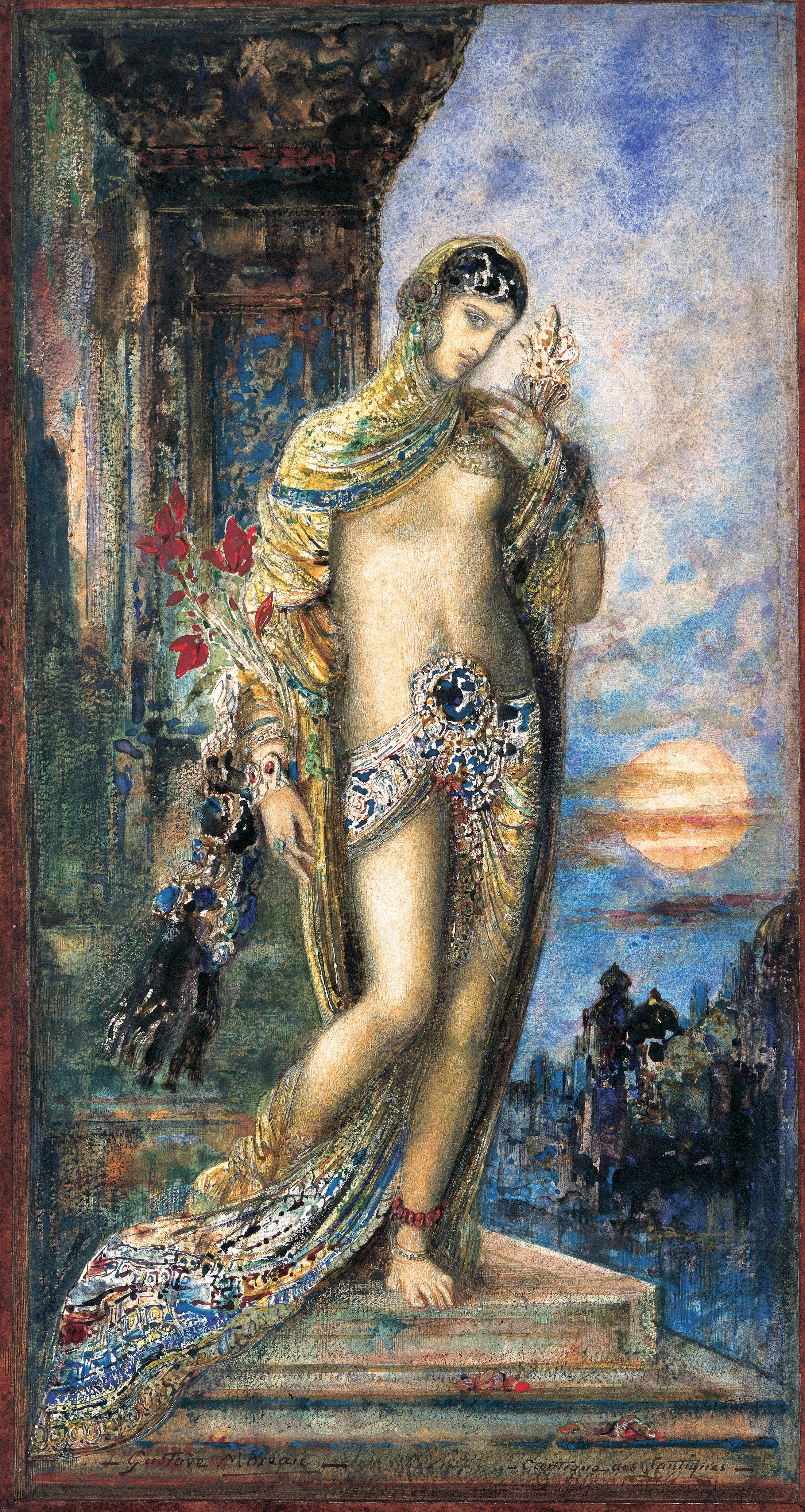
モロー『雅歌』1893年
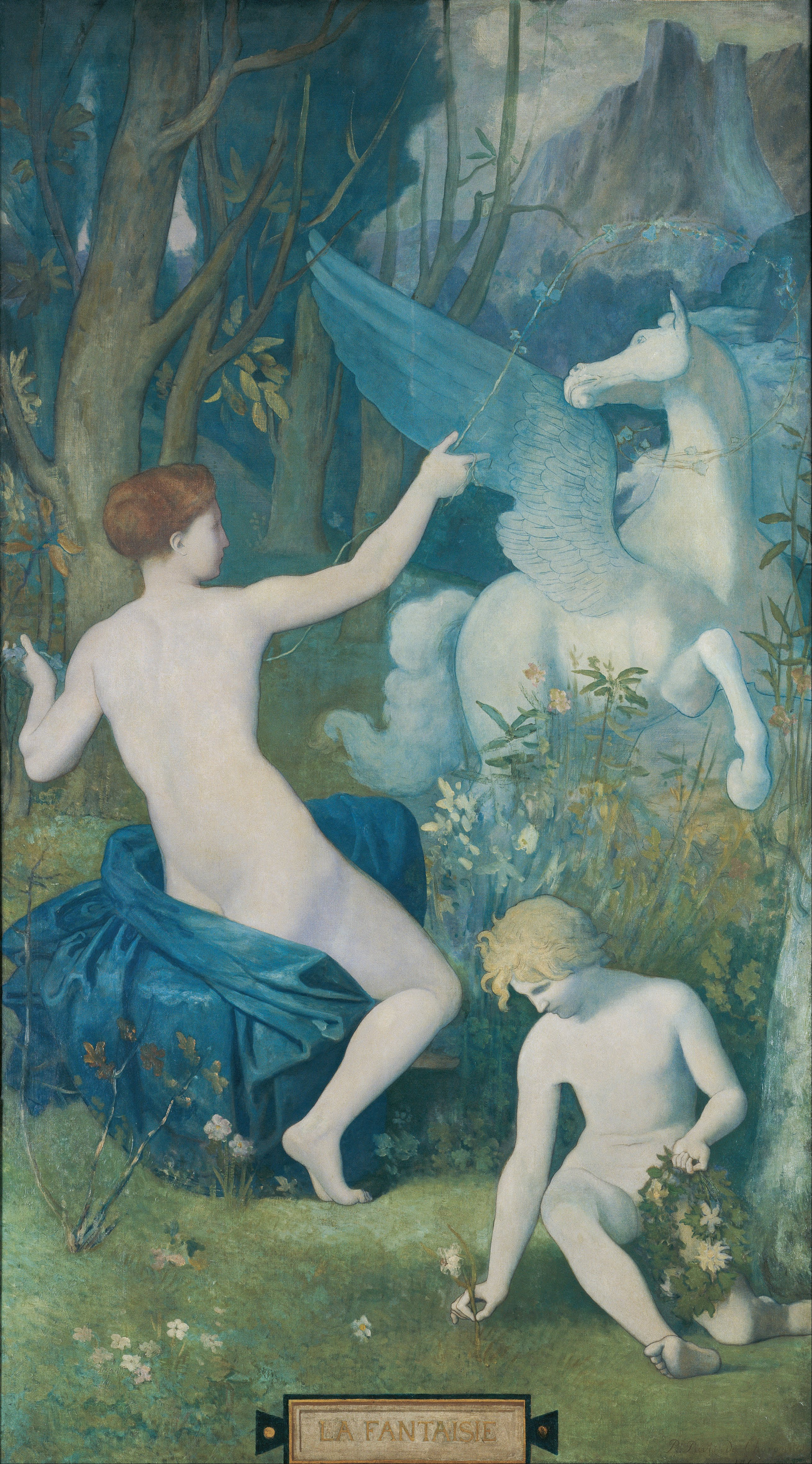
ピュヴィス・ド・シャヴァンヌ『幻想』1866年
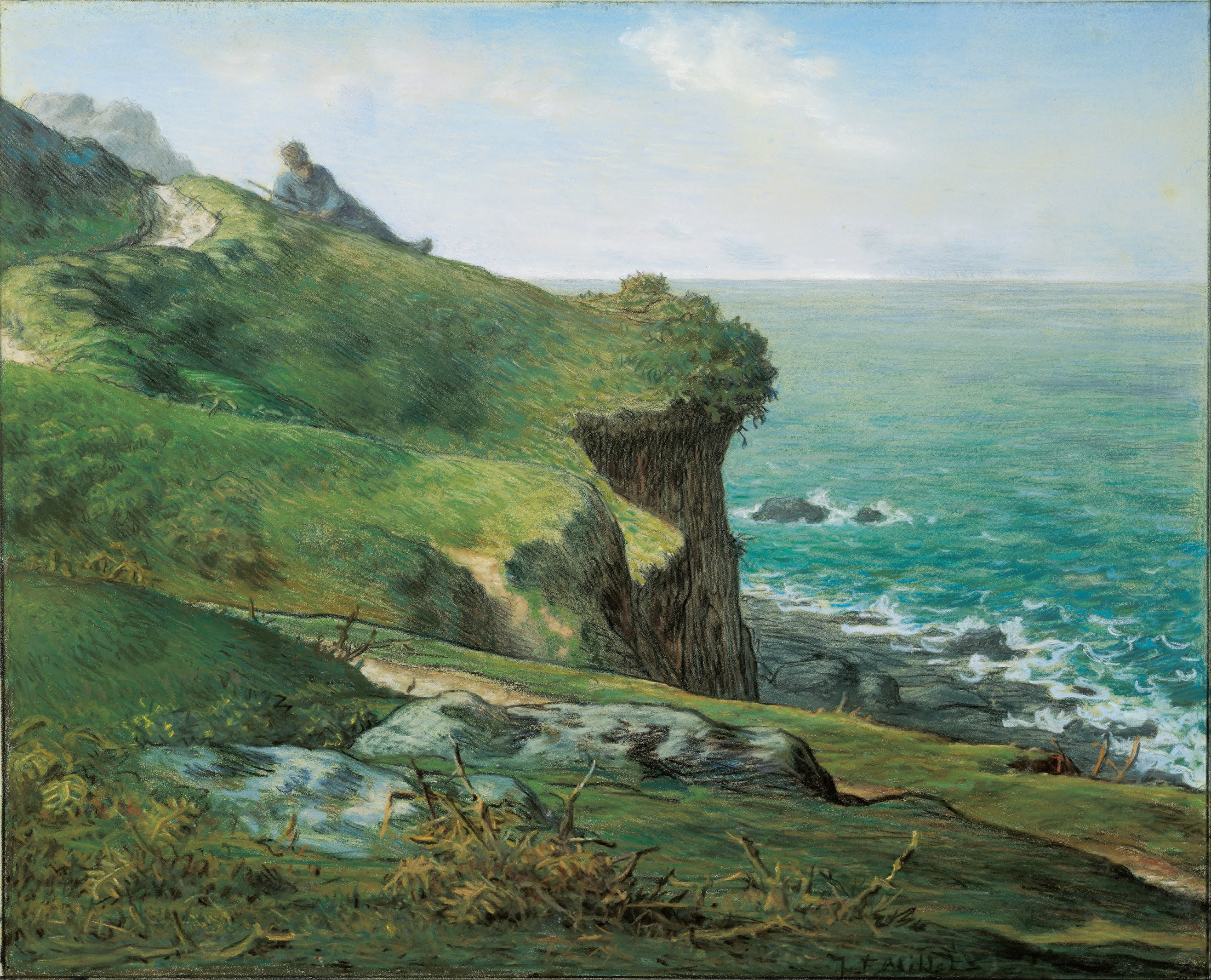
ミレー『グレヴィユの断崖』1867 - 71年頃
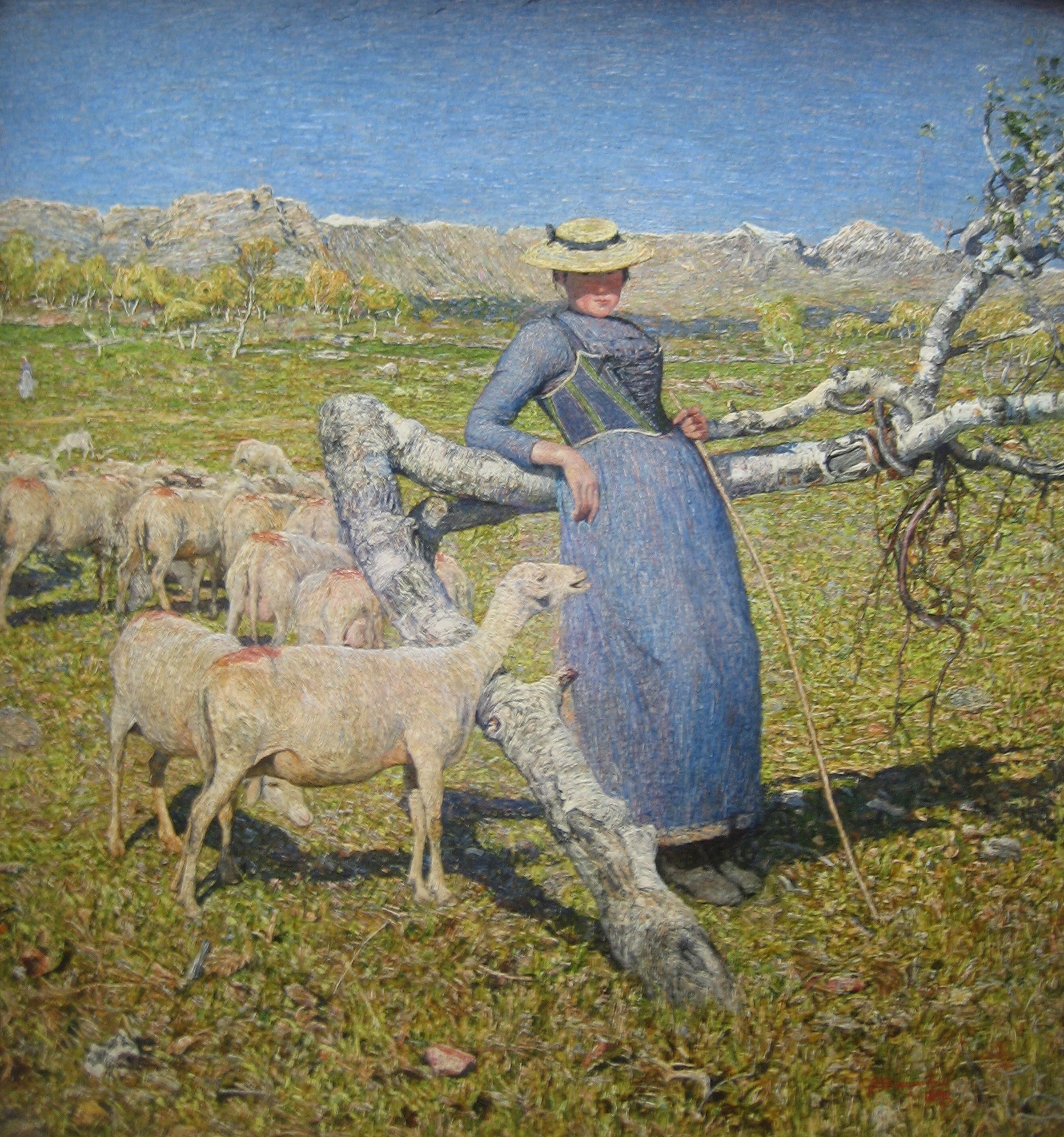
セガンティーニ『アルプスの真昼』1892年
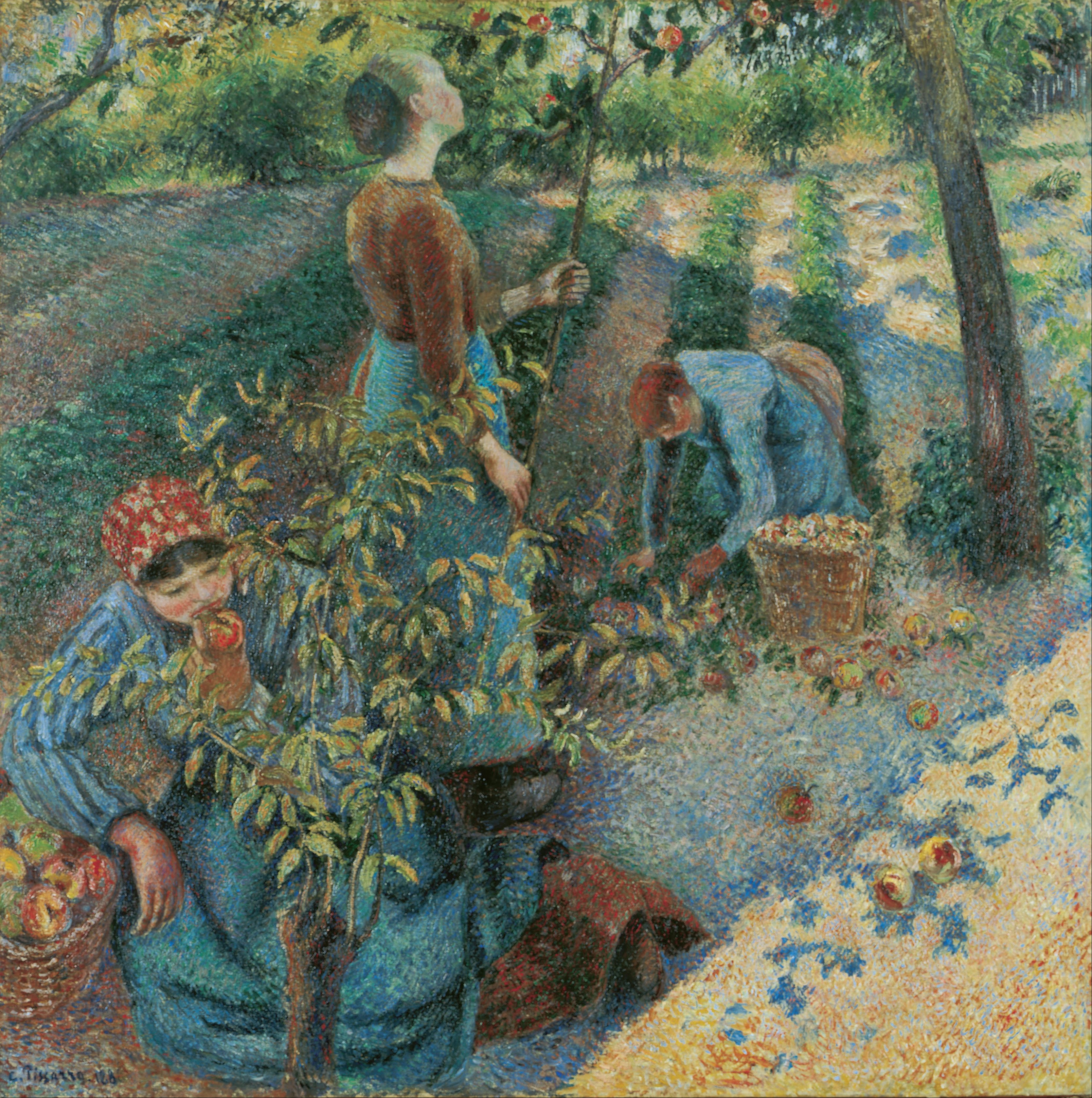
ピサロ『りんご採り』1886年
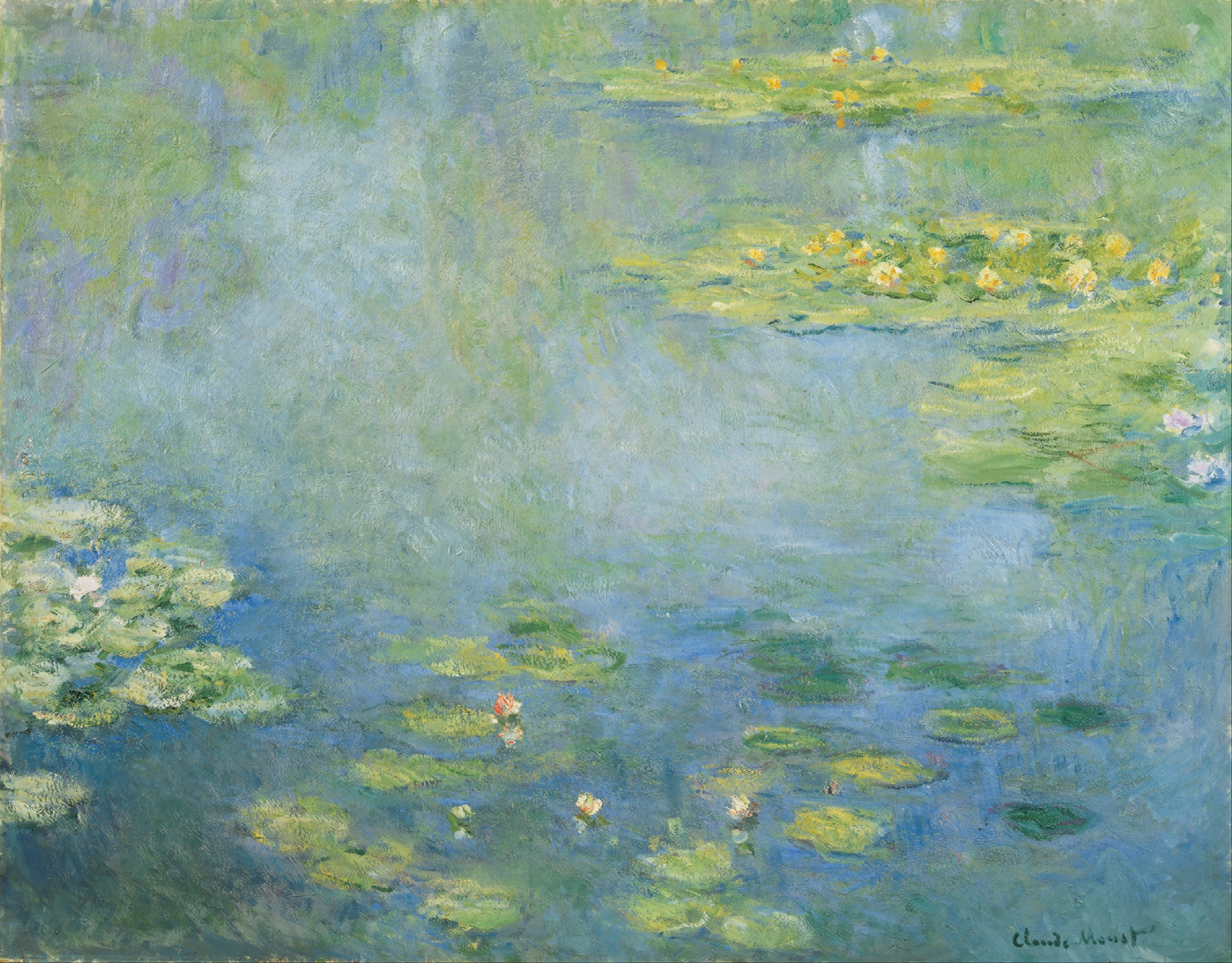
モネ『睡蓮』1906年頃
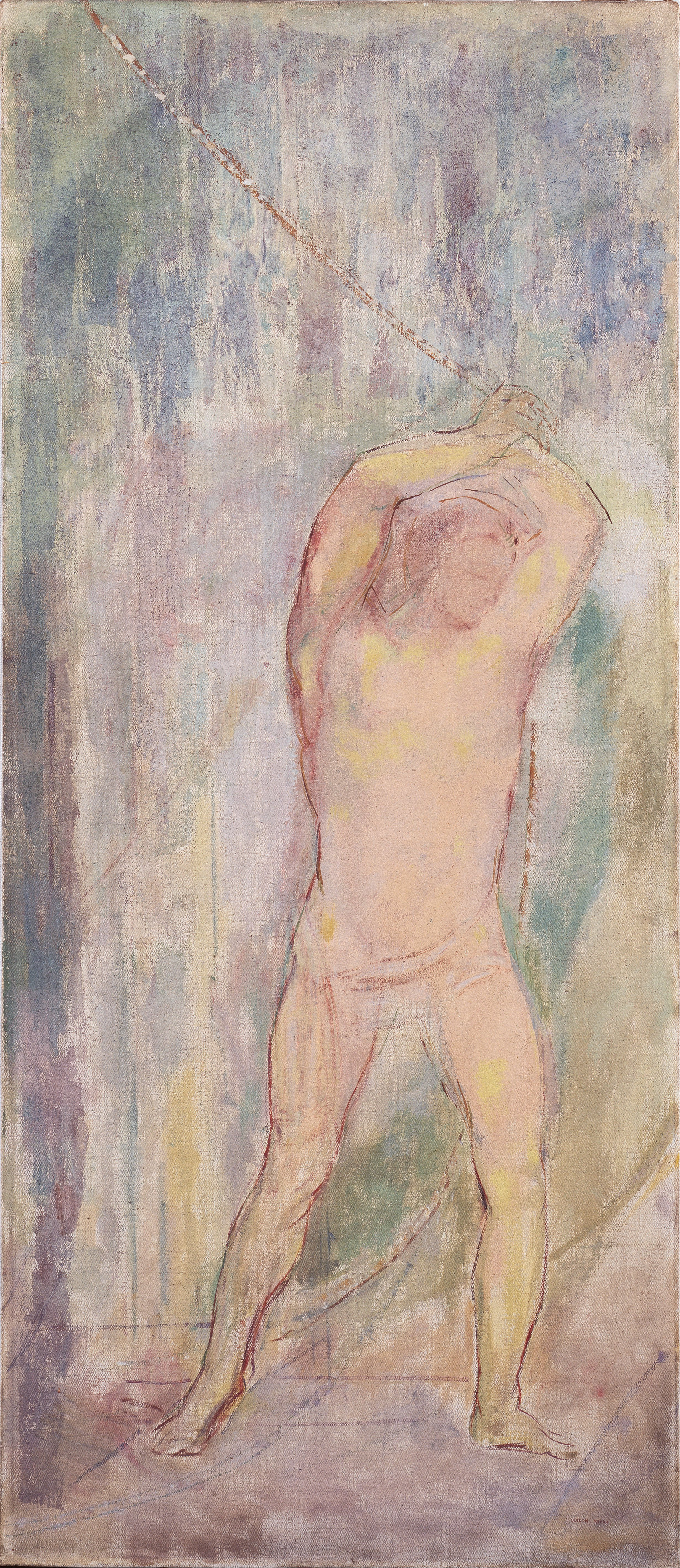
ルドン『鐘楼守』1905 -10年頃
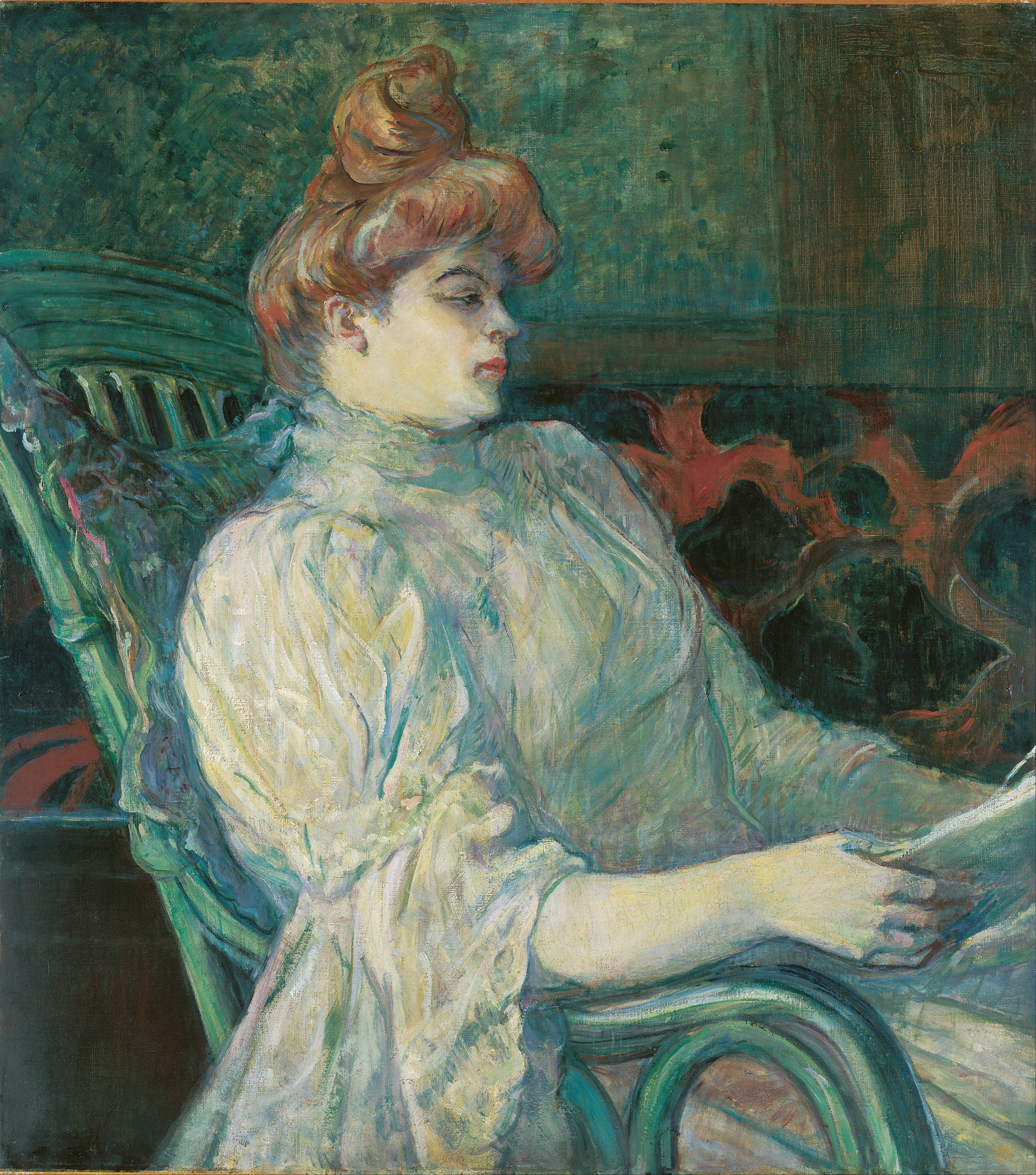
トゥールーズ・ロートレック『マルトX夫人の肖像、ボルドー』1900年
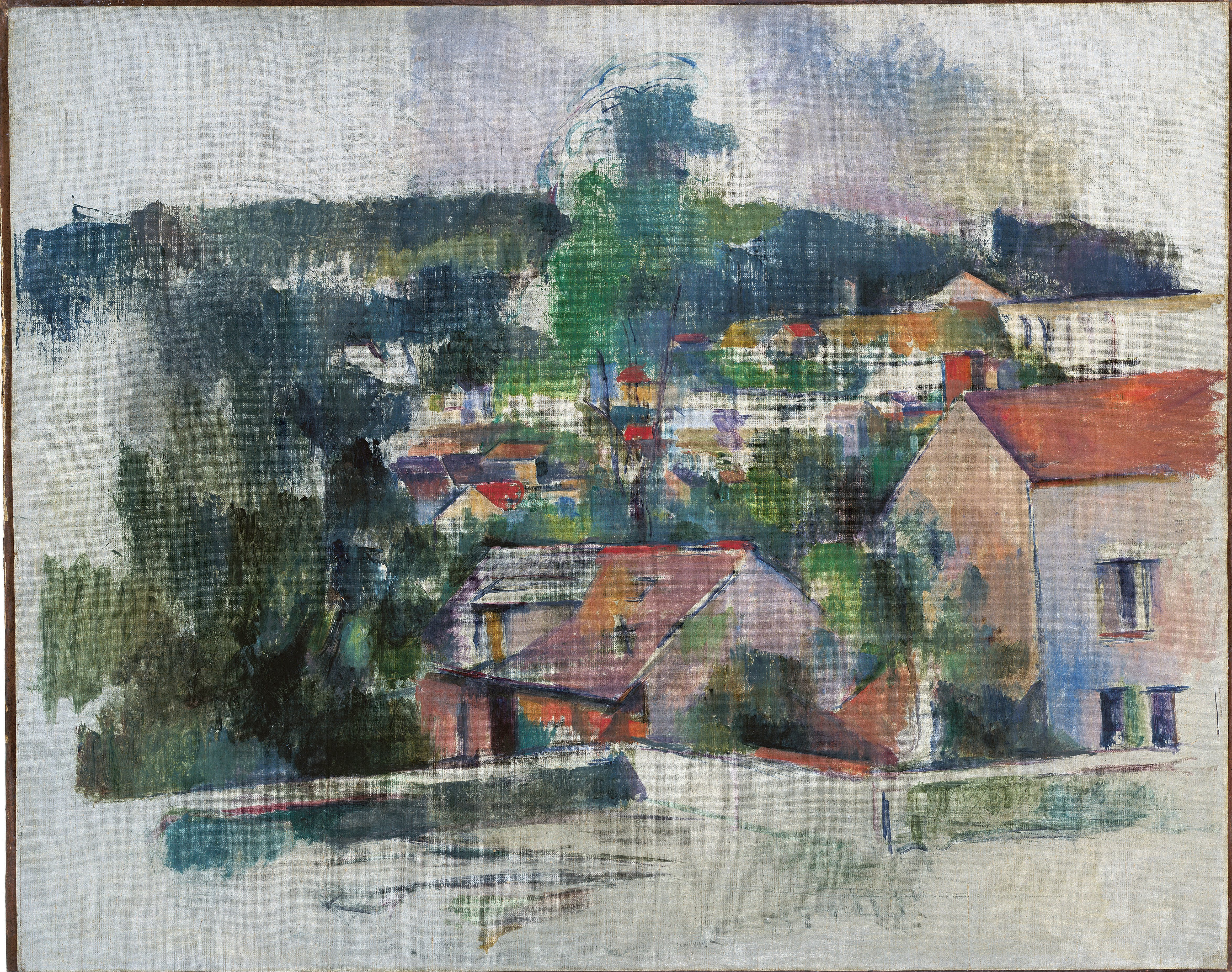
セザンヌ『風景』1885 - 95年頃
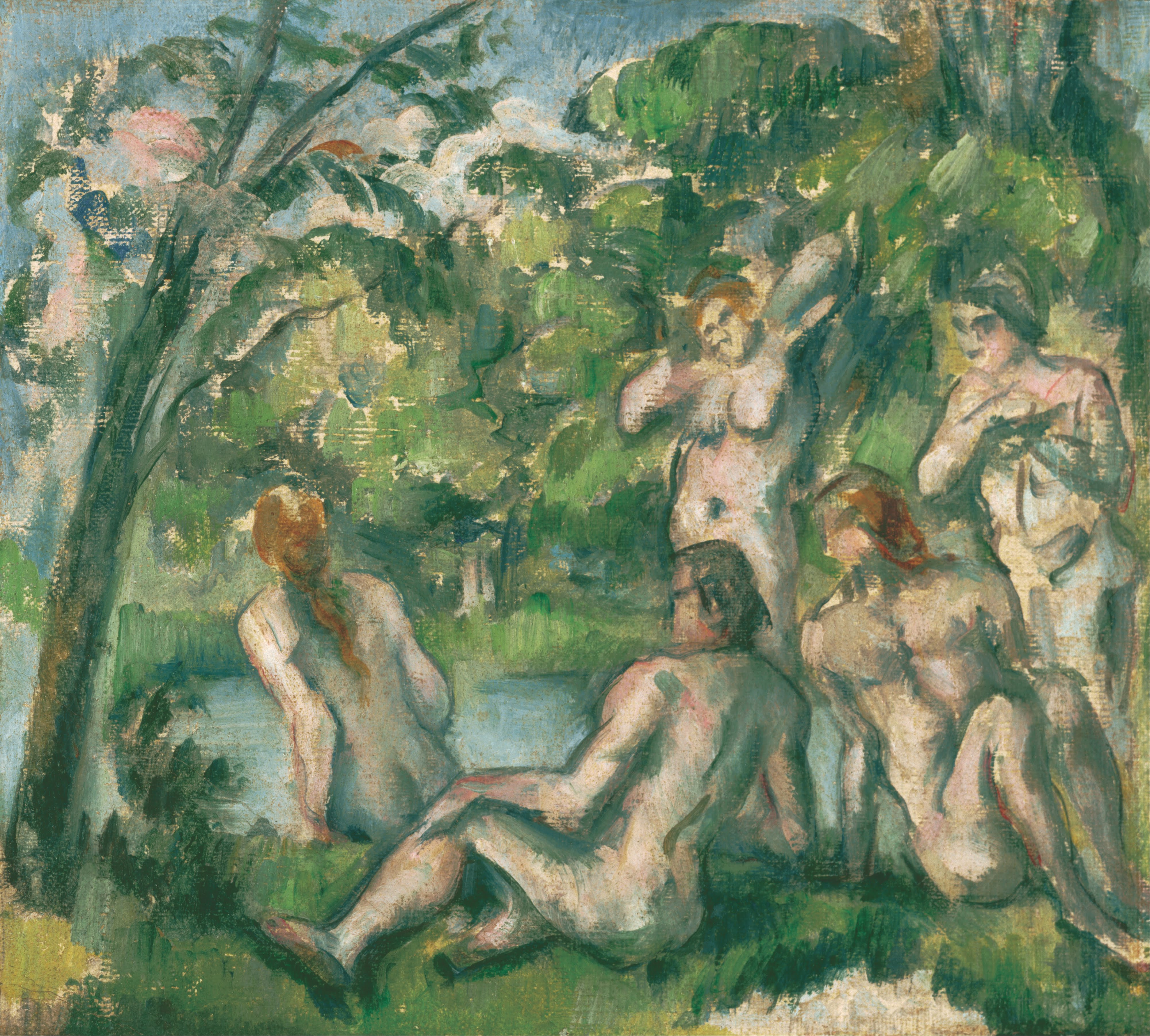
セザンヌ『水浴』1883 - 87年頃
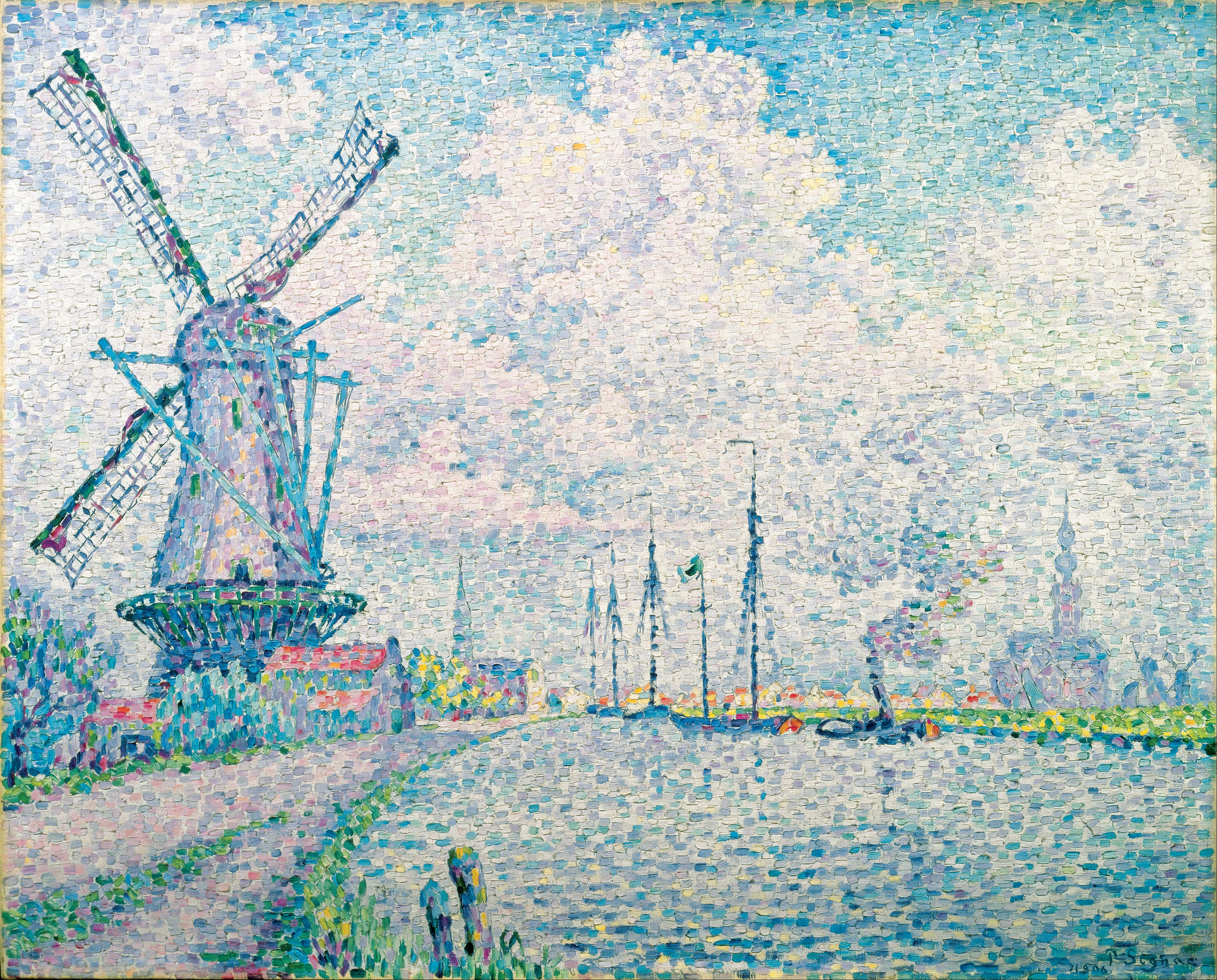
シニャック『オーヴェルシーの運河』1906年
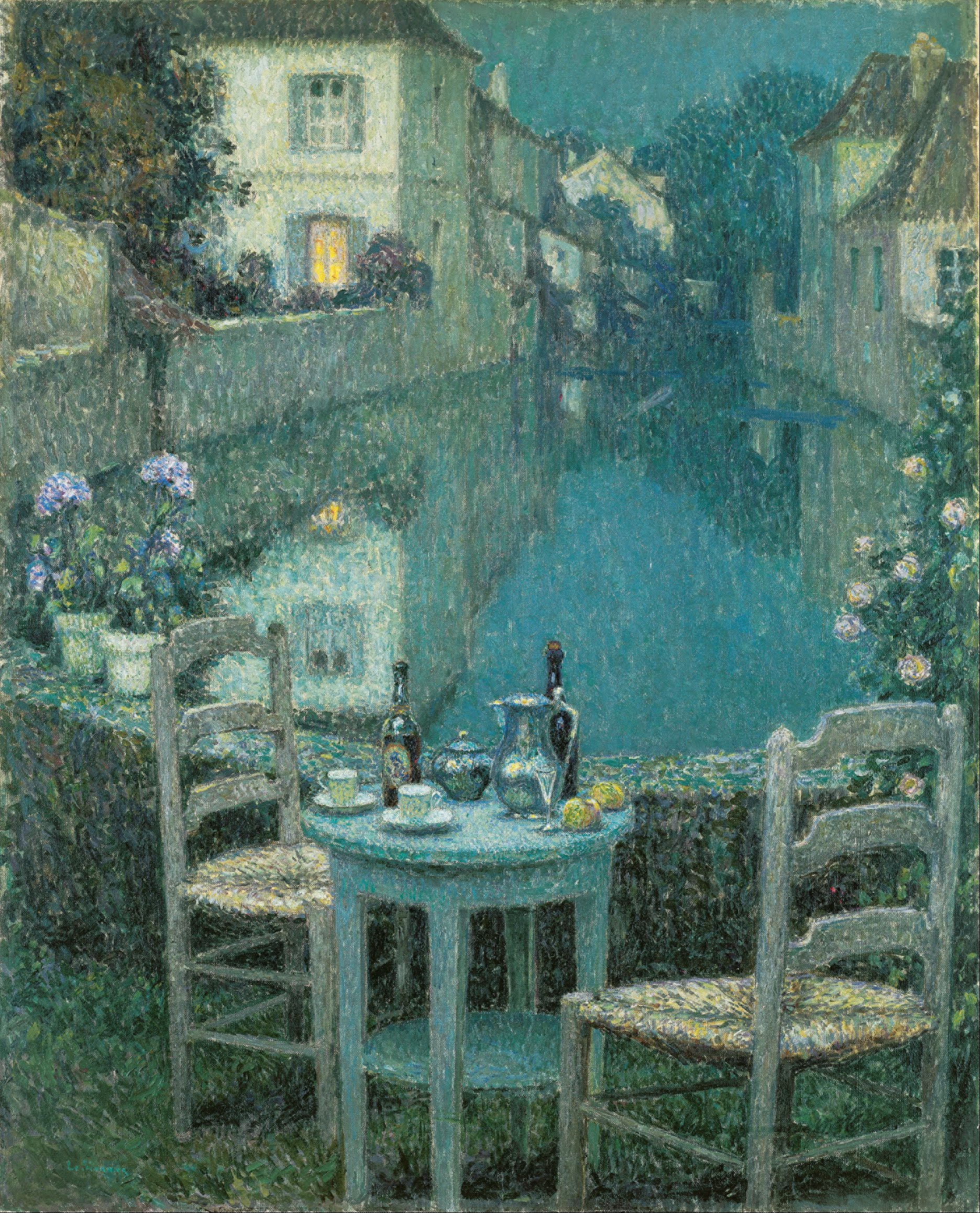
ル・シダネル『夕暮れの小卓』1900 - 1918年頃
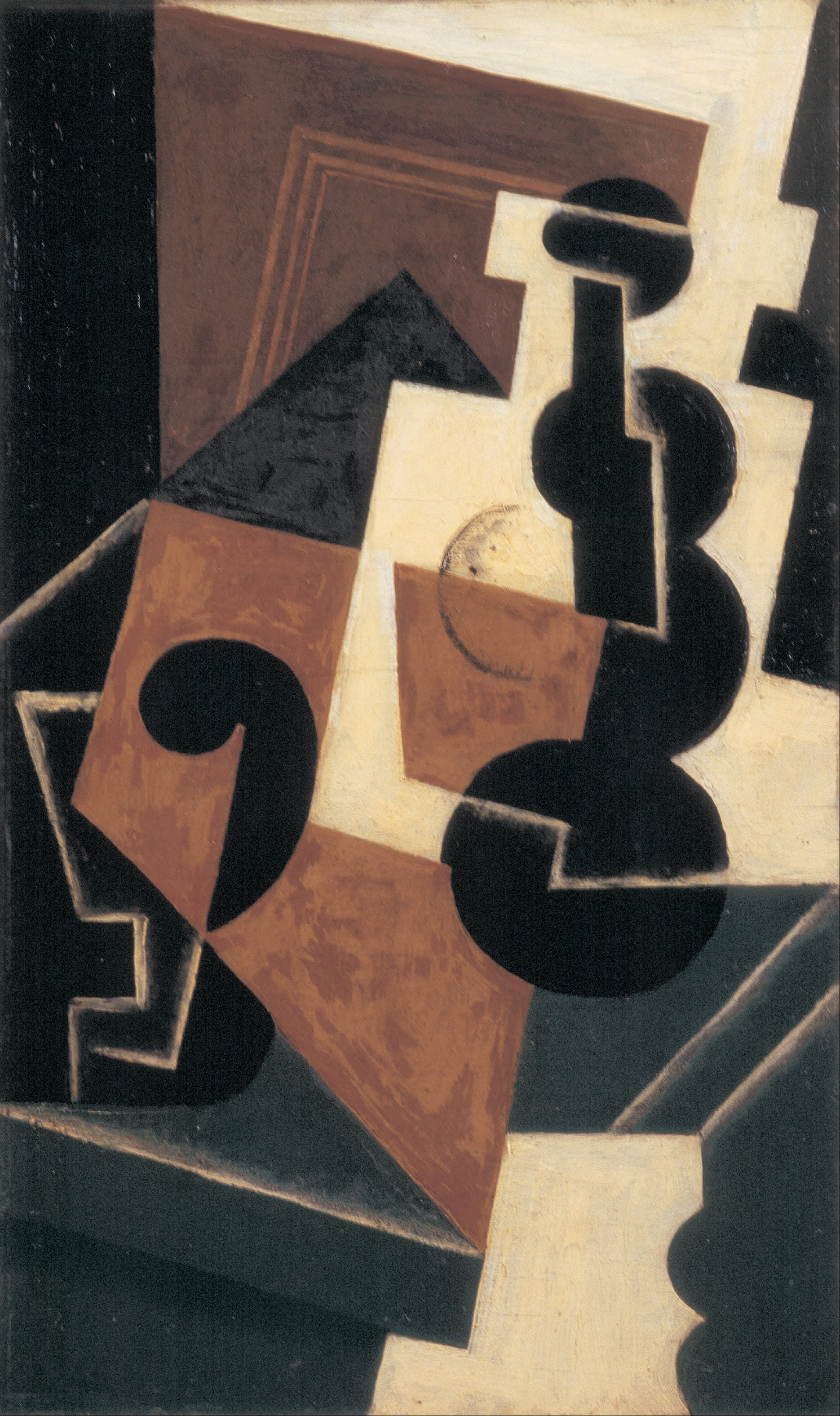
フアン・グリス『コップと瓶』1917年
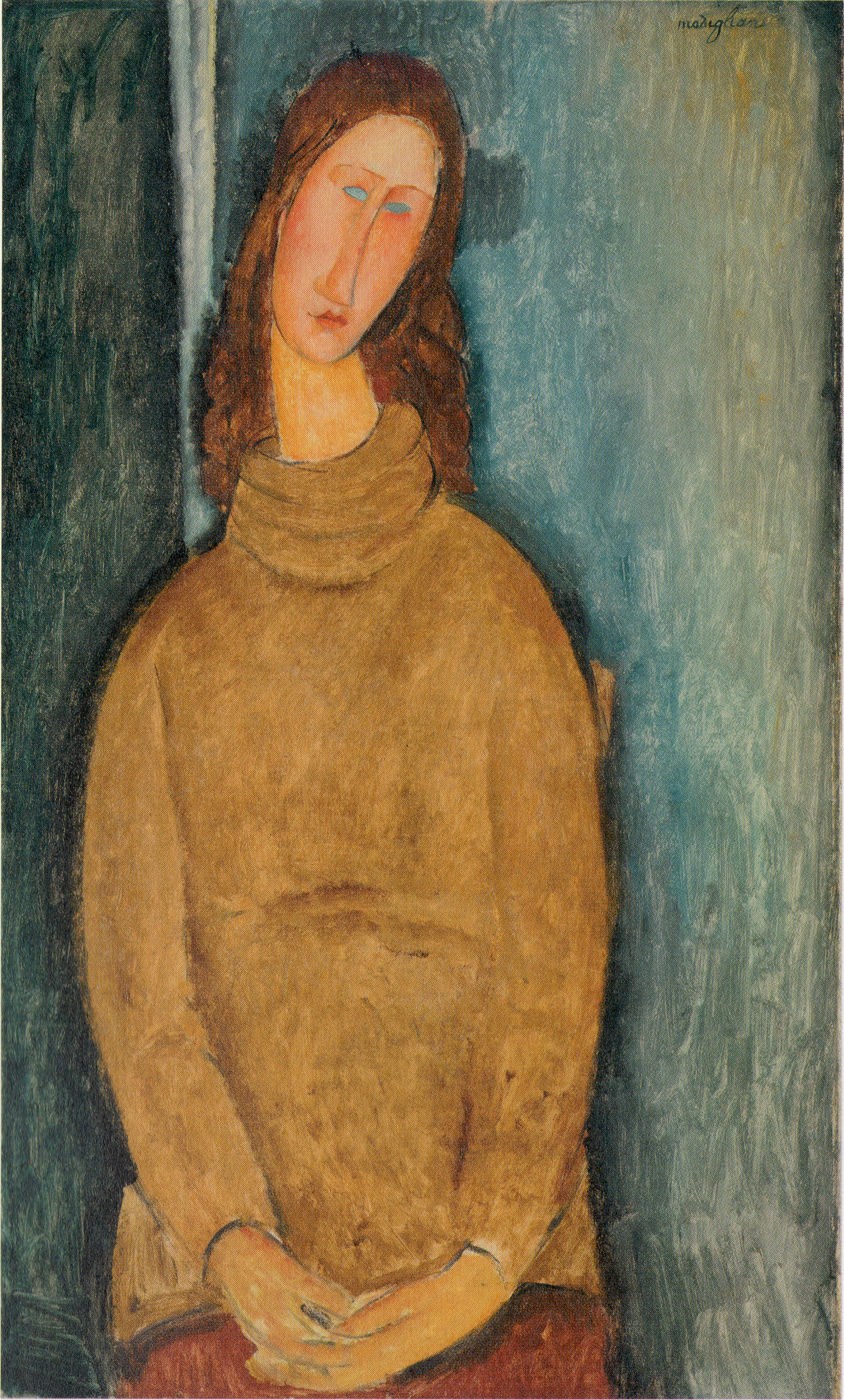
モディリアーニ『ジャンヌ・エビュテリヌの肖像』1919年
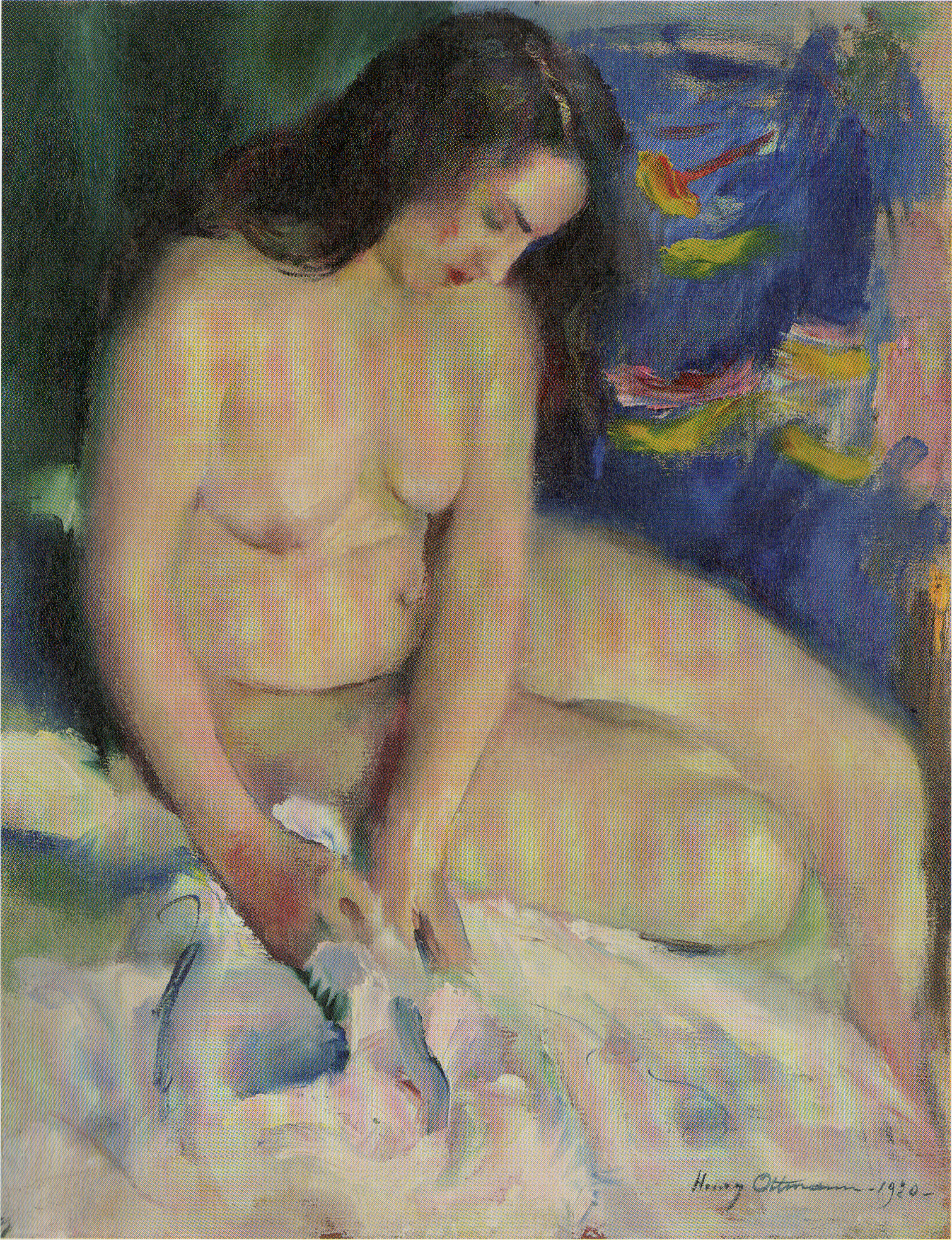
H.オットマン『脱衣の少女』1920年
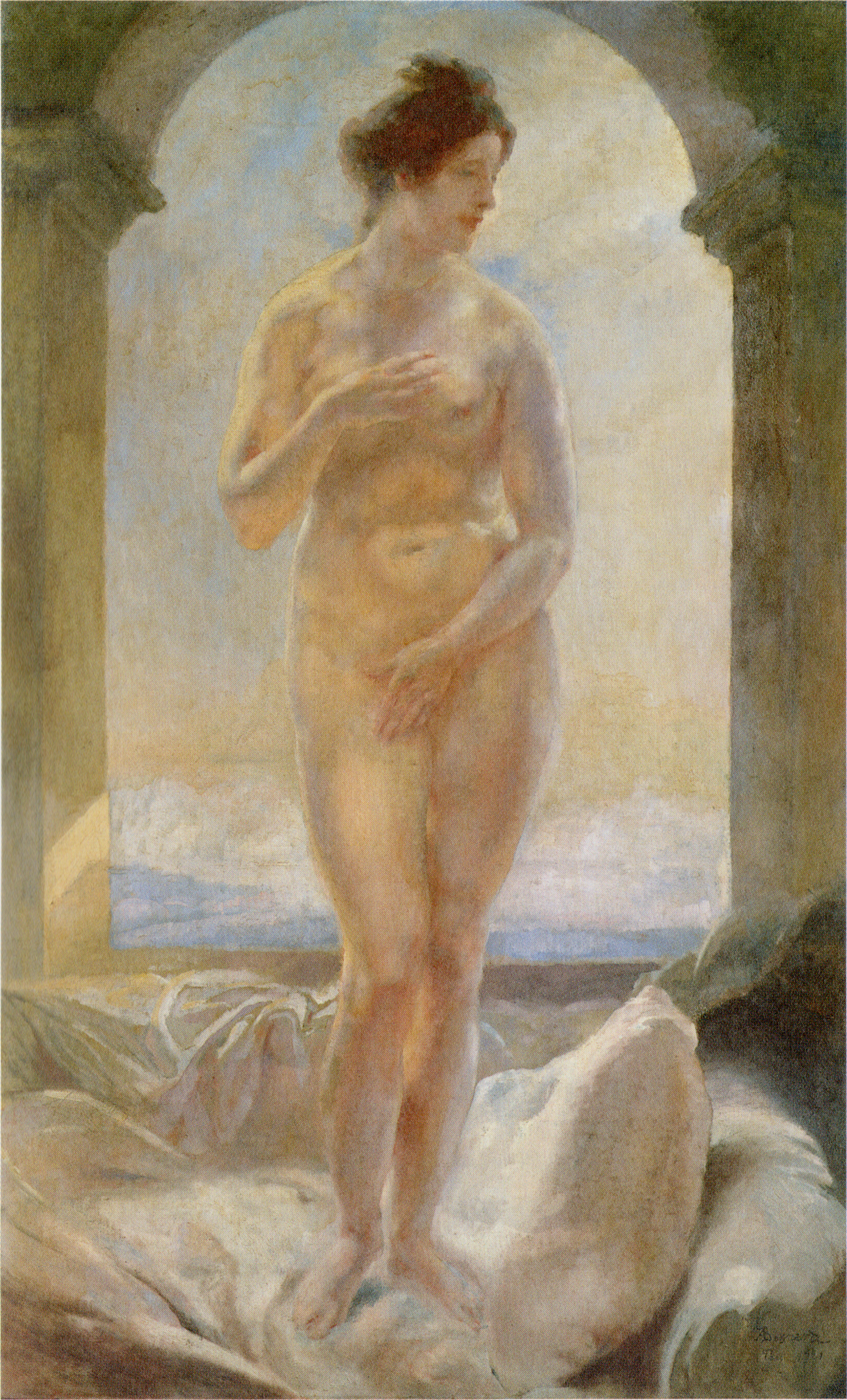
P-A.ベナール『ヴィーナス』1921年
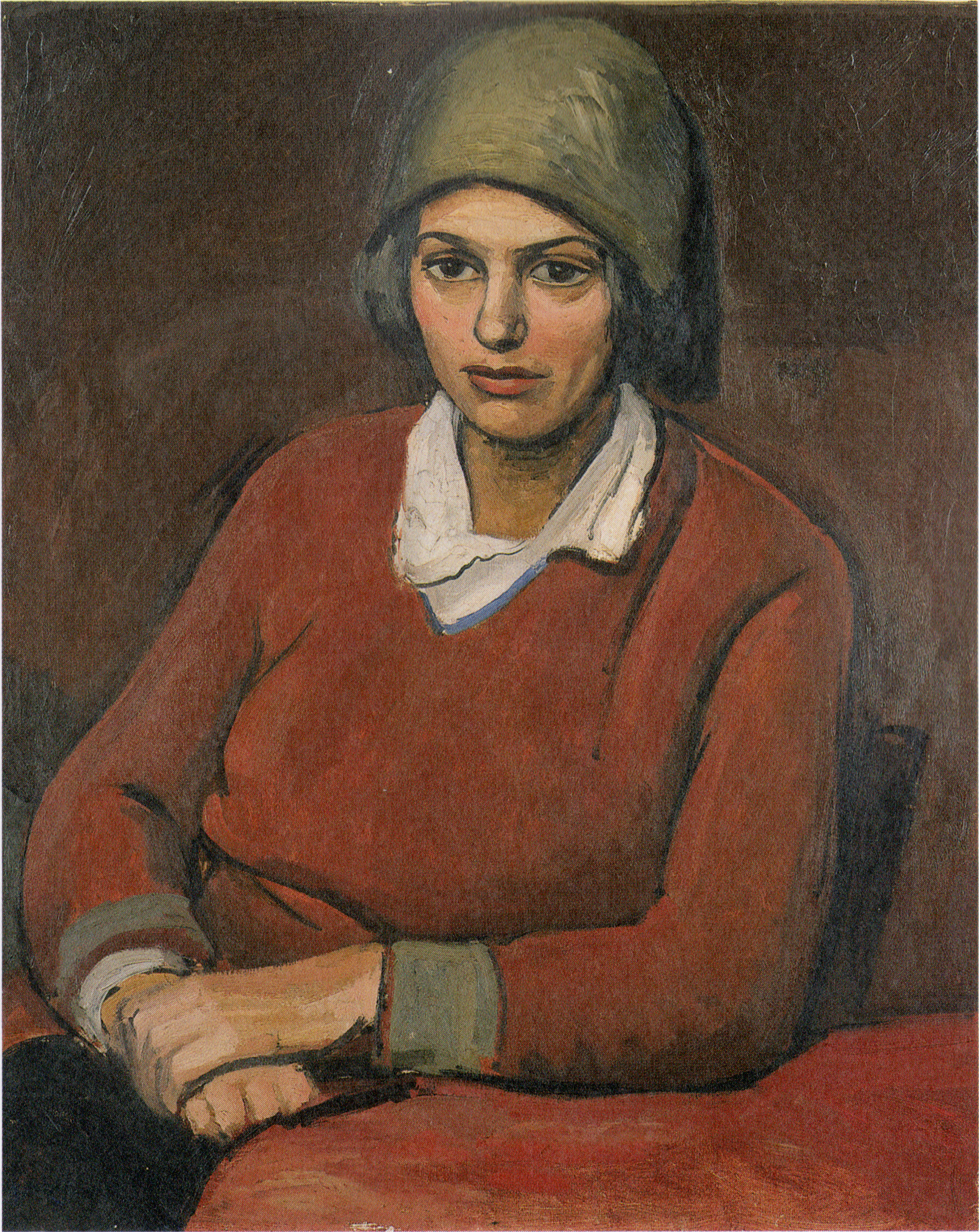
ジャン・マルシャン『移住者』制作年不詳
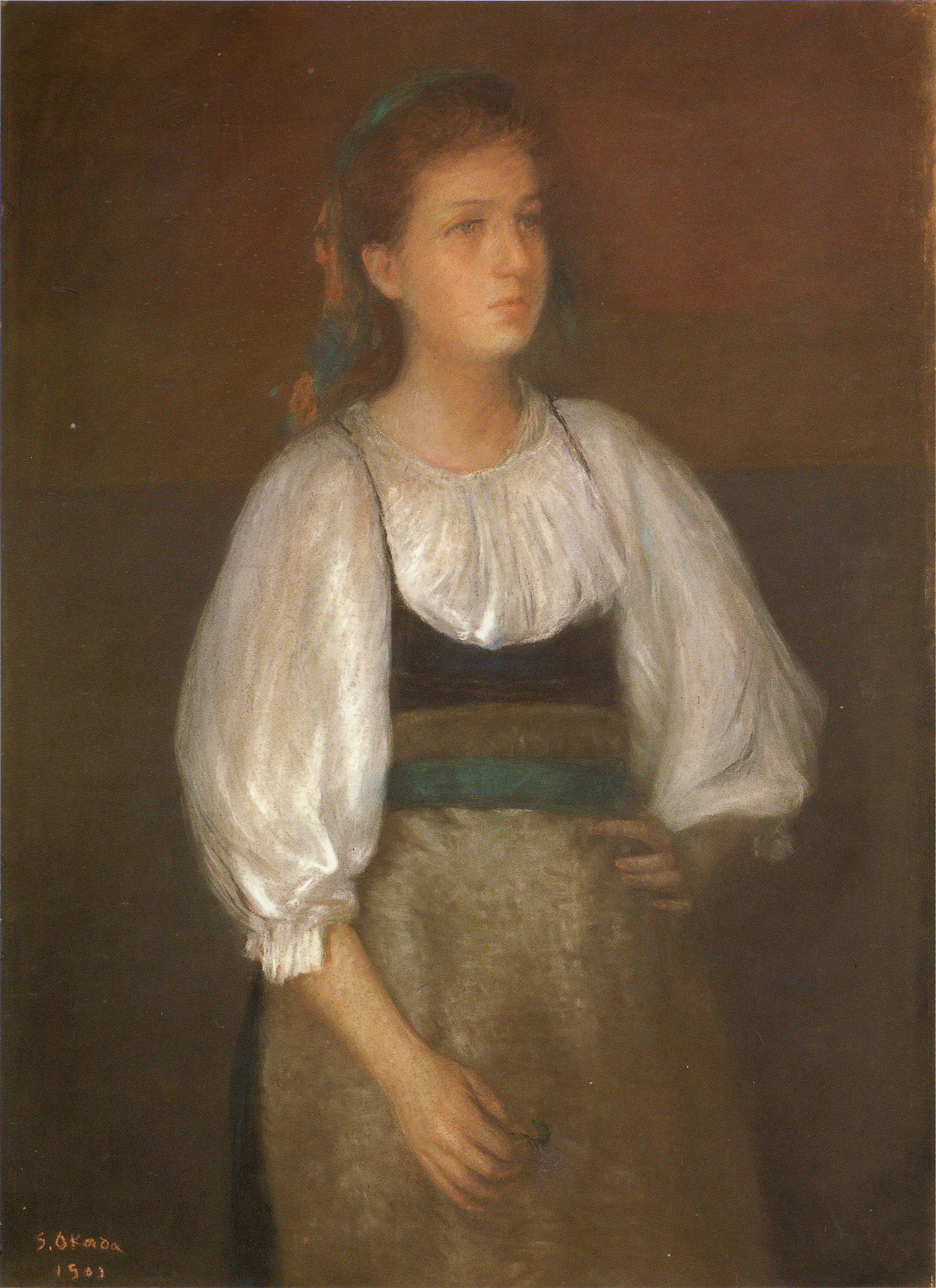
岡田三郎助『イタリアの少女』1901年
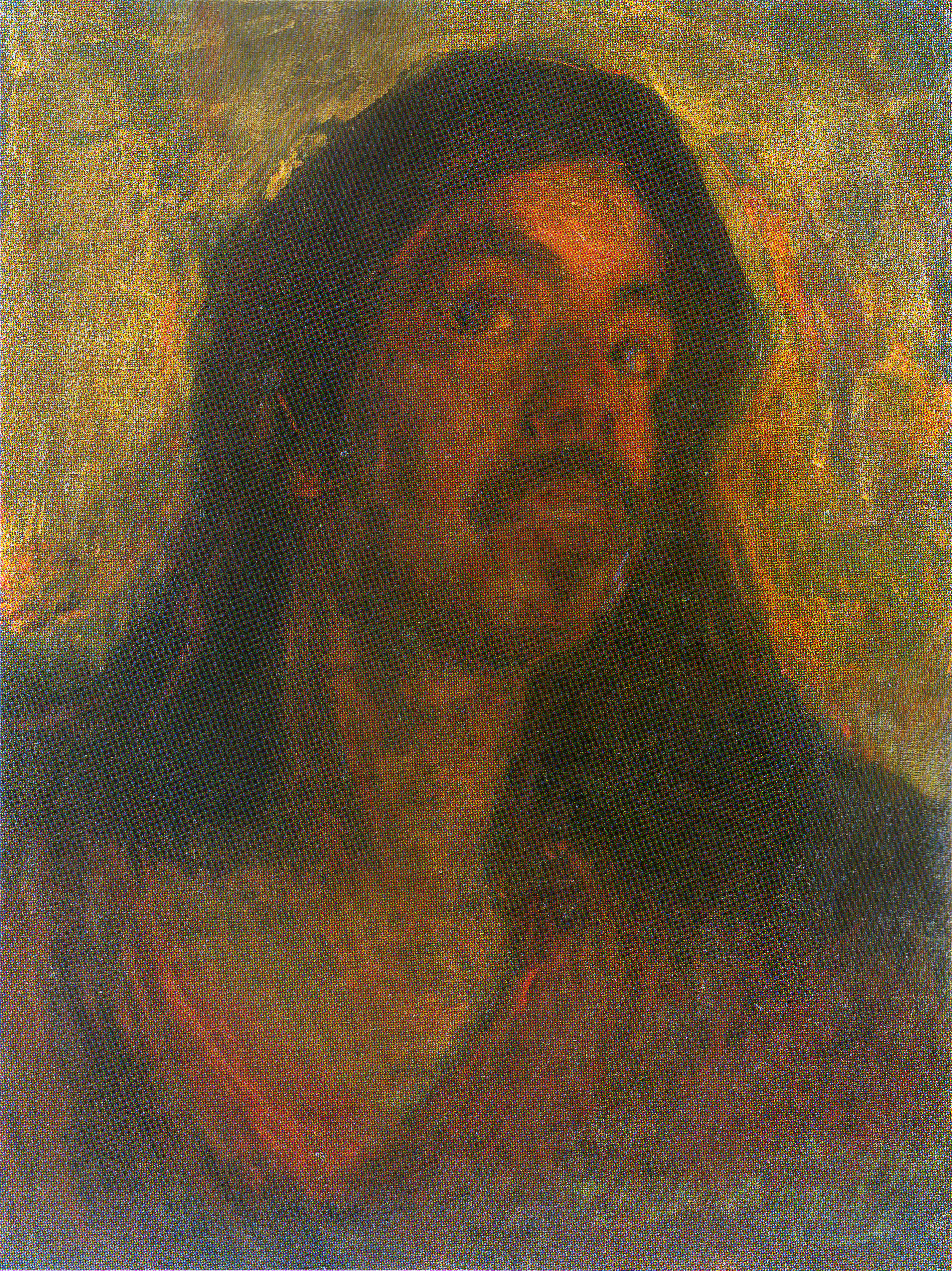
青木繁『男の顔』1903年
関根正二『信仰の悲しみ』1918年
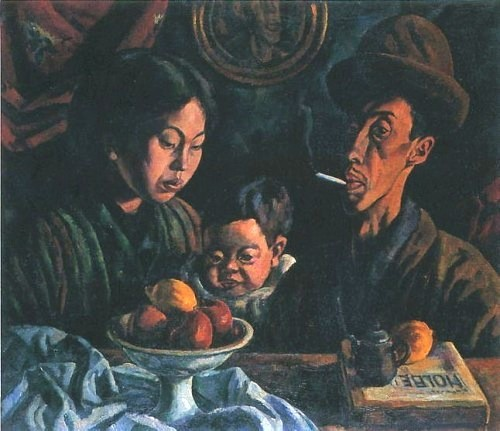
小出楢重『Nの家族』1919年
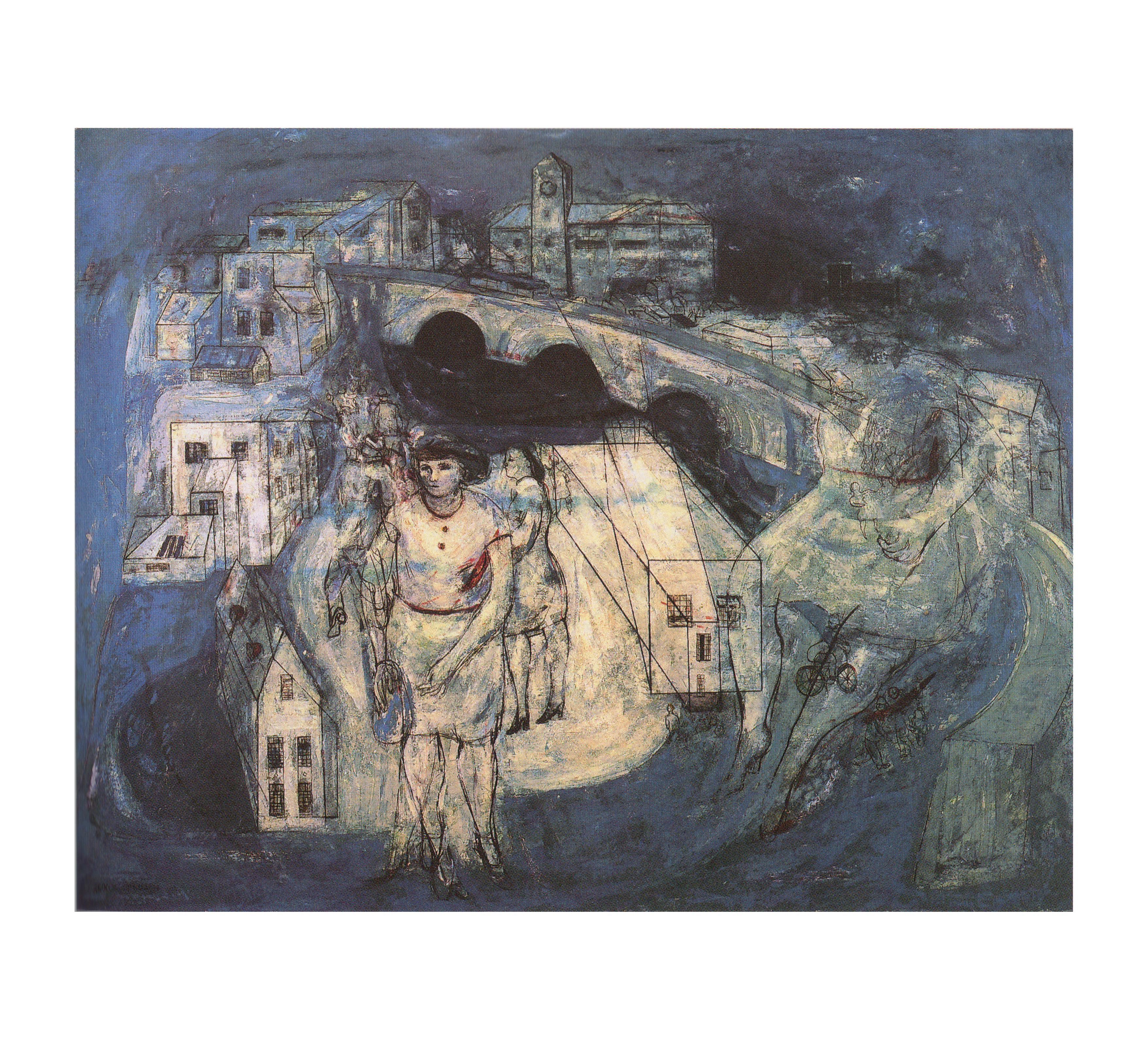
松本竣介『都会』1940年

## 指定等文化財

### 重要文化財
- 『Nの家族』小出楢重筆 1919年 油絵 麻布
- 『信仰の悲しみ』関根正二筆 1918年 油絵 麻布
- 紙本著色絵因果経断簡 巻第二上
- 石造如来及両脇侍立像（一光三尊仏）北魏時代（個人所有、大原美術館保管）

### 重要美術品
1934年7月31日付けで、以下の9件が「重要美術品等ノ保存ニ関スル法律」に基づき重要美術品に認定されている。
- 油画神告図 エル・グレコ筆
- パステル画グレヴィル断崖図 ジャン・フランソア・ミレー筆
- 水彩画雅歌図 ギュスターヴ・モロー筆
- 油画漁夫図 ピュヴィス・ド・シャヴァンヌ筆 1856年作
- 油画幻想図 ピュヴィス・ド・シャヴァンヌ筆 1866年作
- 油画中庭図 カミユ・ピサロ筆 1880年作
- 木造男子歩像（埃及新王朝）
- 木造婦女坐像（埃及新王朝）
- 木版彩画婦人肖像（埃及コプト朝）

## 構成

### 本館及び分館
- 本館
- 分館
- 工芸館・東洋館
- 有隣荘

#### その他の施設
- ミュージアムショップ
- cafe EL GRECO（カフェ エル・グレコ）

大原美術館西隣にあるカフェで、公益財団法人大原美術館の運営ではないが、事実上、同館のミュージアムカフェ的な存在となっている。

#### アクセス
JR山陽本線・伯備線 倉敷駅から徒歩15 - 20分。

### 新館構想
正式開館には至っていないが、2021年10月1日から2022年11月末まで、倉敷市本町の旧中国銀行倉敷本町出張所の建物にて、大原美術館「新児島館」（仮称）の構想で暫定開館展を行い、現代美術家ヤノベケンジの大型作品『サン・シスター（リバース）』などを展示した。
児島虎次郎の作品や、児島コレクションの古代エジプトや西アジアの美術品を展示する計画で、開館は当初2020年予定だったが耐震工事などの関係で2022年に延期され、さらにコロナ禍による美術館の経営悪化による資金不足の影響で、展示室は整備されたが展示ケースなどを調達できておらず、正式開館は再度延期になった。
2021年秋の段階では正式開館のめどは立ってなかったが、翌22年に美術館ホームページで、改めて2024年度末に正式な開館予定が表明された。